# The Beatles (альбом)
The Beatles (также известен как White Album; с англ. — «Белый альбом») — девятый студийный альбом The Beatles и единственный двойной релиз группы. Альбом, выпущенный в 1968 году, более известен как «Белый альбом» из-за своей белой обложки, на которой нет ничего, кроме названия группы (на ранних изданиях фигурирует ещё серийный номер), и которая была разработана художником Ричардом Гамильтоном в качестве антитезы пёстрому изображению его предшественника.
White Album был первым альбомом The Beatles, который они записали и выпустили после смерти менеджера группы Брайана Эпстайна. Изначально его планировалось назвать A Doll’s House («Кукольный домик»), однако из-за релиза лонгплея группы Family с похожим названием, Music in a Doll’s House («Музыка в кукольном домике»), его было решено переименовать.
Несмотря на то, что композиции этого альбома не выпускались в качестве синглов в Британии и США, на тех же сессиях были записаны песни «Hey Jude» и «Revolution», которые были изданы на отдельном сингле в августе 1968 года. Музыкальный стиль альбома варьируется от британского блюза и ска до композиций, вдохновлённых Чаком Берри и Карлхайнцем Штокхаузеном.
Бо́льшая часть песен альбома была написана в период с марта по апрель 1968 года во время пребывания The Beatles в Ришикеше. В мае группа начала записывать материал в студии «Эбби-Роуд», проработав над пластинкой до октября. Весь период сессий проходил в напряжённой атмосфере, музыканты ссорились из-за творческих разногласий и накопившихся претензий внутри группы. Другой причиной потери взаимопонимания стало регулярное присутствие в студии новой пассии Джона Леннона — Йоко Оно, чьё участие в работе нарушило негласную политику музыкантов относительно жён и подруг. После ряда проблем, в числе которых была отставка продюсера Джорджа Мартина фактически на середине записи, а также звукоинженера Джеффа Эмерика, в августе после очередной перепалки группу покинул Ринго Старр. Позже Леннон назвал этот период началом конца группы, заявив: «В этом альбоме можно услышать распад The Beatles». Та же напряжённая атмосфера сохранялась в течение следующего года, что привело к окончательному расколу группы в апреле 1970 года.
На момент выпуска White Album получил положительные отзывы от большинства музыкальных критиков, хотя некоторые сочли его сатирические песни проходными и аполитичными на фоне бурного политического и социального климата 1968 года. Впоследствии продюсер записи, а также некоторые из музыкантов выражали мнение о том, что одиночный альбом мог бы получиться гораздо сильнее двойного за счёт более тщательного отбора материала. Тем не менее лонгплей достиг 1-го места в чартах Великобритании и США и теперь считается одним из величайших альбомов всех времён и шедевром рок-музыки. Так, он был помещён на 10-ю позицию в опросе «Музыка тысячелетия», проведённом HMV, Channel 4, The Guardian и Classic FM, а также на 17-е место в аналогичном списке журнала Q. Кроме того, он попал на 7-ю строчку в опросе «100 лучших британских альбомов всех времён» того же издания. White Album занял 11-е место в рейтинге «Лучших альбомов всех времён» по версии телеканала VH1, а также попал в список «100 лучших альбомов» по версии журнала Time. Помимо этого, запись занимает 10-ю позицию в списке 500 величайших альбомов всех времён журнала Rolling Stone, 1-ю в рейтинге газеты L.A. Weekly «20 величайших двойных альбомов», аналогичное место в списке NME «30 двойных альбомов, обязательных к прослушиванию», а также высшую строчку в рейтинге газеты The Daily Telegraph «10 величайших двойных альбомов в истории».
По данным RIAA, White Album является самым продаваемым альбомом группы в США и занимает 10-е место среди самых продаваемых альбомов в истории.

## Предыстория

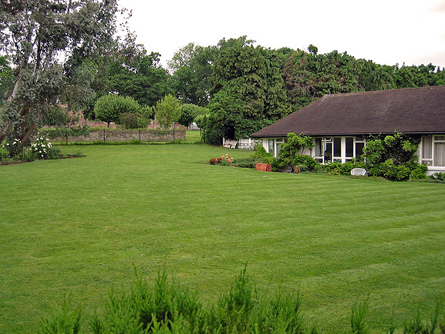
Демоверсии песен альбома были записаны в доме Джорджа Харрисона

В 1968 году The Beatles были на пике своей популярности и влияния на поп-культуру. Альбом Sgt. Pepper’s Lonely Hearts Club Band, выпущенный годом ранее, добился восторженных отзывов и внушительного коммерческого успеха, на протяжении 27 недель лидируя в чарте Великобритании. В 1967 году журнал Time выразил мнение, что Sgt. Pepper «ознаменовал историческую веху в развитии музыки — любой музыки», а писатель Тимоти Лири заявил, что на самом деле группа — это «ниспосланные Богом агенты эволюции, получившие загадочные силы для создания нового вида человека». Грандиозный успех пластинки поставил перед The Beatles сложную задачу — перекрыть столь масштабное достижение, поскольку следующий полноценный альбом группы ожидало пристальнейшее внимание аудитории и критиков. White Album стал первым серьёзным музыкальным созданием группы после Sgt. Pepper, не считая выпуска пластинки Magical Mystery Tour, которая получила негативные отзывы от специализированной прессы, но была тепло принята поклонниками группы.
Большинство песен для White Album было написано в период пребывания The Beatles в Ришикеше, где группа проходила курс трансцендентальной медитации с Махари́ши Махе́ш Йо́ги. Уединение в Индии задумывалось музыкантами как духовная передышка от мирской деятельности — шанс, как говорил Джон Леннон, «удалиться от всего». Тем не менее вскоре Леннон и Пол Маккартни вновь занялись сочинением песен, тайно встречаясь в своих комнатах, чтобы обсудить новый материал. Позже Леннон вспоминал: «Несмотря на всё, чем мне полагалось там заниматься, я написал [в Индии] несколько своих лучших песен». По словам публициста Иэна Макдональда, Sgt. Pepper был «создан под ЛСД», в то время как White Album сочинялся в ясном сознании, так как, отправляясь в Индию, музыканты не стали брать с собой психоделиков — только марихуану, что способствовало их творческой деятельности. Особенно плодотворно пребывание в Ришикеше сказалось на авторском потенциале Джорджа Харрисона: помимо сочинения текстов, он после двух лет увлечения ситаром вновь стал много играть на гитаре. Музыковед Уолтер Эверетт сравнивал развитие композиторских навыков Харрисона в этот период с творческим ростом Леннона и Маккартни пятью годами ранее, тем не менее отмечая, что в группе Харрисон по-прежнему сохранял статус «младшего».
Музыканты покинули Ришикеш ещё до окончания курса. Первым уехал Ринго Старр — по словам барабанщика, у него вызывала дискомфорт местная пища; Маккартни покинул страну в середине марта, тогда как Харрисон и Леннон, проявлявшие больший интерес к индийской религии, находились там до апреля. Согласно трактовке писателя Джеффри Джулиано, Леннон уехал из Ришикеша, потому что почувствовал себя преданным из-за слухов, согласно которым Махариши домогался Мии Фэрроу, с которой The Beatles отправились в свою поездку. После принятия решения о возвращении домой Леннон написал песню под названием «Maharishi» со словами «Махари́ши, / Ты мелкая манда» (англ. Maharishi / You little twat) — впоследствии она трансформировалась в композицию «Sexy Sadie». Позже Маккартни и Харрисон выяснили, что все эти слухи не соответствовали действительности, а жена Леннона Синтия заявила, что у них не было «ни малейшего доказательства или оправдания».
Всего в Ришикеше было написано около 40 новых песен, черновые варианты 26 из них были записаны в мае 1968 года в доме Харрисона — «Кинфаунс» (Эшер). Самый существенный вклад внёс Леннон — 14 песен. Во время студийных сессий Леннон и Маккартни работали над этими демозаписями совместно. Позже некоторые из них были выпущены в составе сборника Anthology 3.

## Запись

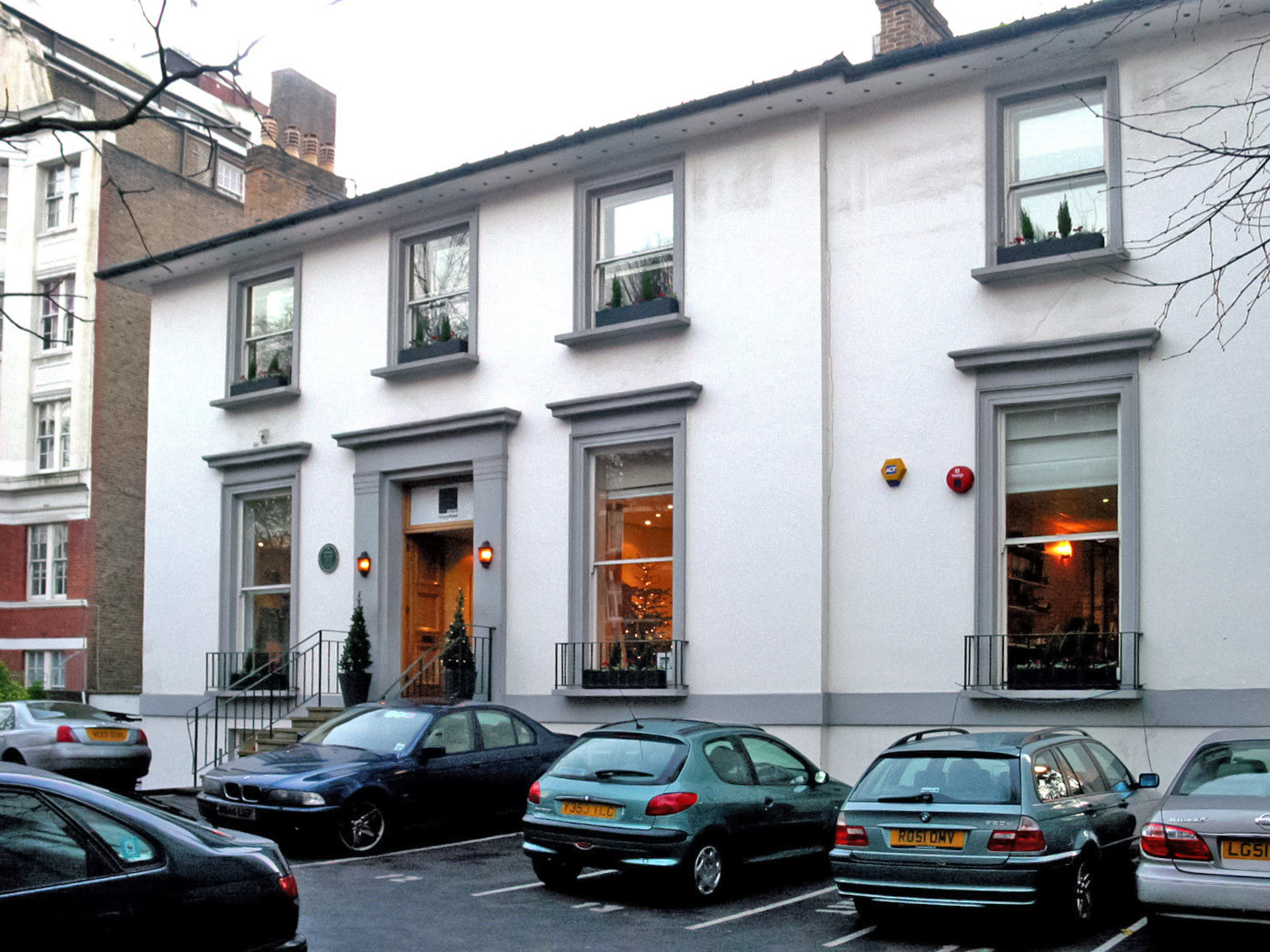
Бо́льшая часть альбома была записана в студии «Эбби-Роуд»

Запись альбома проходила в период с 30 мая по 14 октября 1968 года, преимущественно в студии «Эбби-Роуд», несколько сессий состоялись также в студии Trident Studios. Группа забронировала помещение в «Эбби-Роуд» до июля, студийные сессии проходили в свободном временном графике. Уверенность музыкантов в том, что им по плечу абсолютно всё, привела к созданию новой мультимедийной корпорации Apple Corps — предприятия, которое истощило их финансовое положение после серии неудачных проектов. Свободный график позволил группе начать использовать новые схемы сочинения материала. Вместо того, чтобы плотно репетировать минусовку композиций, как это происходило на предыдущих сессиях, группа записывала все свои репетиции на плёнку, после чего выбирала лучший вариант и добавляла к нему различные детали. Так, песня Харрисона «Not Guilty» не попала в альбом, несмотря на то, что на неё было потрачено 102 дубля.

Именно во время этих сессий в студии начала появляться новая спутница Леннона (а также его творческий партнёр) — Йоко Оно, которая первоначально работала с ним над треком «Revolution 1», но затем регулярно присутствовала на последующих сессиях The Beatles. Её участие было очень нетипичным явлением для группы, так как до этого творческий процесс The Beatles проходил в изоляции от внешнего мира. Девушка Маккартни — Фрэнси Шварц — также присутствовала на некоторых сессиях, кроме того, студию посещали спутницы Джорджа и Ринго — Пэтти Харрисон и Морин Старки. Однако именно постоянное присутствие Оно (когда она заболела, Леннон поставил для неё кровать прямо в студии) вызвало напряжённость между Джоном и другими участниками группы. Харрисон вспоминал: «Сначала это было даже занятно, но спустя некоторое время стало ясно, что она никуда не собирается уходить, и нам стало неуютно, потому что мы работали и привыкли делать это по-своему. Возможно, это была уже привычка, но обычно в студии оставались только мы и Джордж Мартин». Старр сетовал: «Это напрягало, потому что почти всегда мы, все четверо, были очень близки и ревниво относились друг к другу. Нам не нравилось, если рядом появлялись чужаки. А Йоко и была как раз таким чужаком (не для Джона, а для нас троих). Студия объединяла нас — вот почему мы работали так успешно. Все мы старались ничего не замечать, ни о чём не заговаривали, но всё-таки её присутствие чувствовалось, а по углам уже шептались». В свою очередь, Пол Маккартни так описывал эти дни: 
Это был чрезвычайно трудный период. Когда Джон окончательно ушел из группы, я понял, что он сделал это, чтобы расчистить место для своих отношений. Все, что было прежде, мешало им — весь этот багаж «Битлз», все, что было связано с нами. Он просто хотел уйти и часами смотреть в глаза Йоко и говорить: «Всё будет хорошо». Записывать песни стало почти невозможно.
Сессии White Album ознаменовались переходом группы с четырёхдорожечной на восьмидорожечную запись. К началу работы над альбомом в студии «Эбби-Роуд» уже несколько месяцев хранилась в кладовке машина для восьмидорожечной записи, которая, однако, ещё не была налажена. Это соответствовало политике EMI, согласно которой новое оборудование должно было пройти длительный период настройки и тестирования перед использованием в студии. The Beatles записали песни «Hey Jude» и «Dear Prudence» в Trident Studios, где уже активно использовался аппарат для восьмитрековой записи. Когда группа узнала о наличии подобного прибора у EMI, музыканты настояли на его использовании, и инженеры Кен Скотт и Дэйв Харрис перенесли машину в студию № 2 для дальнейшей работы над альбомом без разрешения начальства.
По словам писателя Марка Льюисона, первая и единственная сессия микширования альбома, состоявшаяся на Эбби-Роуд, заняла 24 часа. В студии присутствовали Леннон, Маккартни и продюсер Джордж Мартин. В отличие от большинства долгоиграющих пластинок того времени, между композициями не использовались стандартные трёхсекундные перерывы, запись была отредактирована таким образом, чтобы песни плавно переходили из одной в другую с помощью специального монтажа, перекрёстного заглушения треков или небольших музыкальных вставок. Отвезти мастер-ленты руководству лейбла в Лос-Анджелес было поручено Джорджу Харрисону.

### Расхождения и противоречия

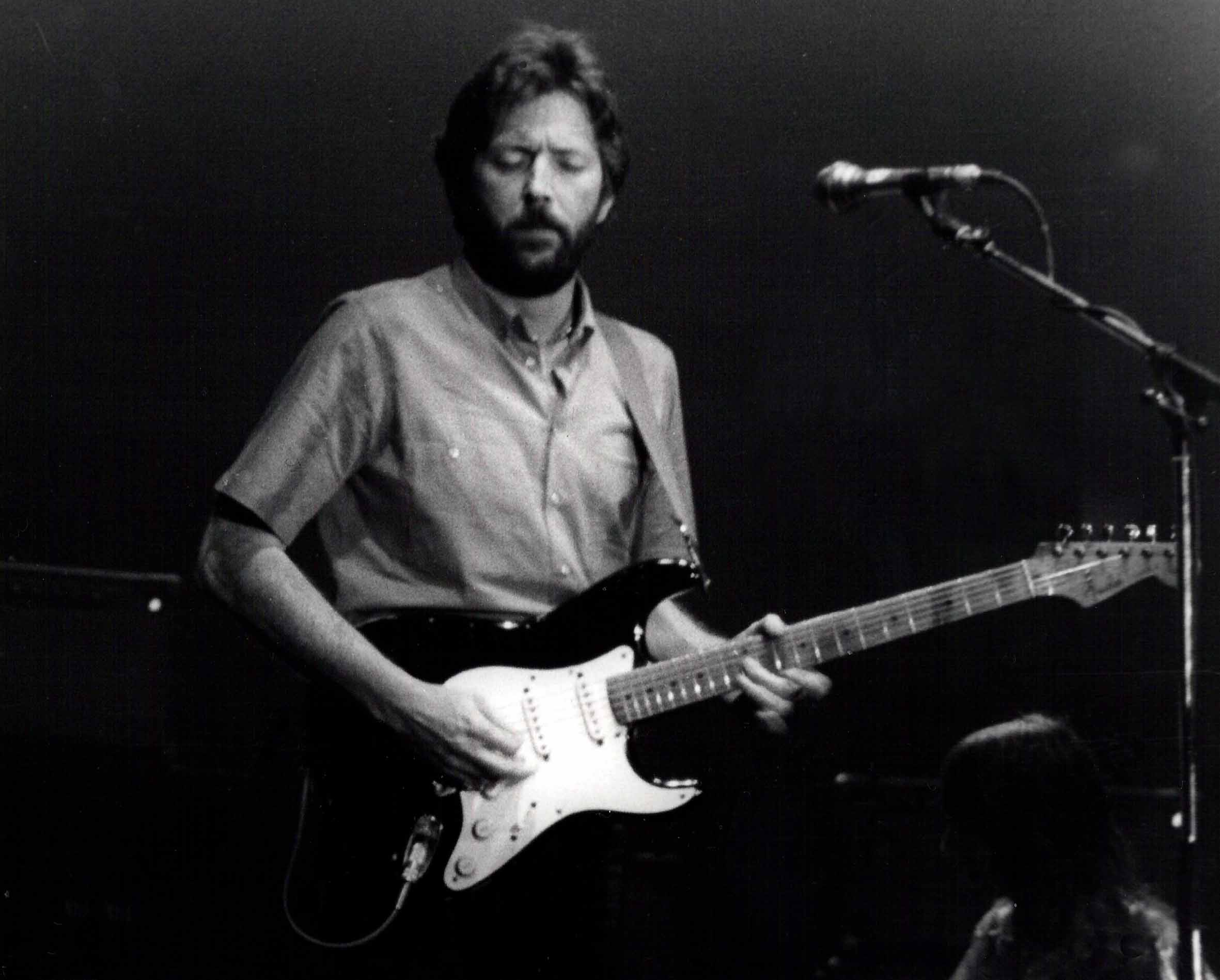
В записи одной из песен альбома поучаствовал гитарист Эрик Клэптон

Несмотря на название альбома, придававшее особое значение работам The Beatles как целостного коллектива, работа над White Album продемонстрировала растущие расхождения между четырьмя участниками, у которых всё чаще возникали сложности во взаимодействии друг с другом. Схема работы команды резко изменилась, и слаженная совместная деятельность музыкантов, практически всегда сопутствовавшая студийным сессиям предыдущих альбомов, имела место все реже. Биограф Марк Льюисон отмечал, что некоторые треки группа записывала в сокращённом составе, а овердаббинг добавлялся только автором песни. Иногда Леннон и Маккартни работали одновременно в разных студиях, каждый со своим звукоинженером. В конце сессий Мартин, влияние которого на группу уменьшалось, внезапно уехал в отпуск, оставив Криса Томаса исполнять продюсерские функции (из-за чего дисциплина «Битлов» упала ещё ниже). В это же время Леннон начал страдать приступами вспыльчивости, его преданность своей новой пассии в ущерб остальной группе и их с Оно увлечение героином осложняли общий творческий процесс.

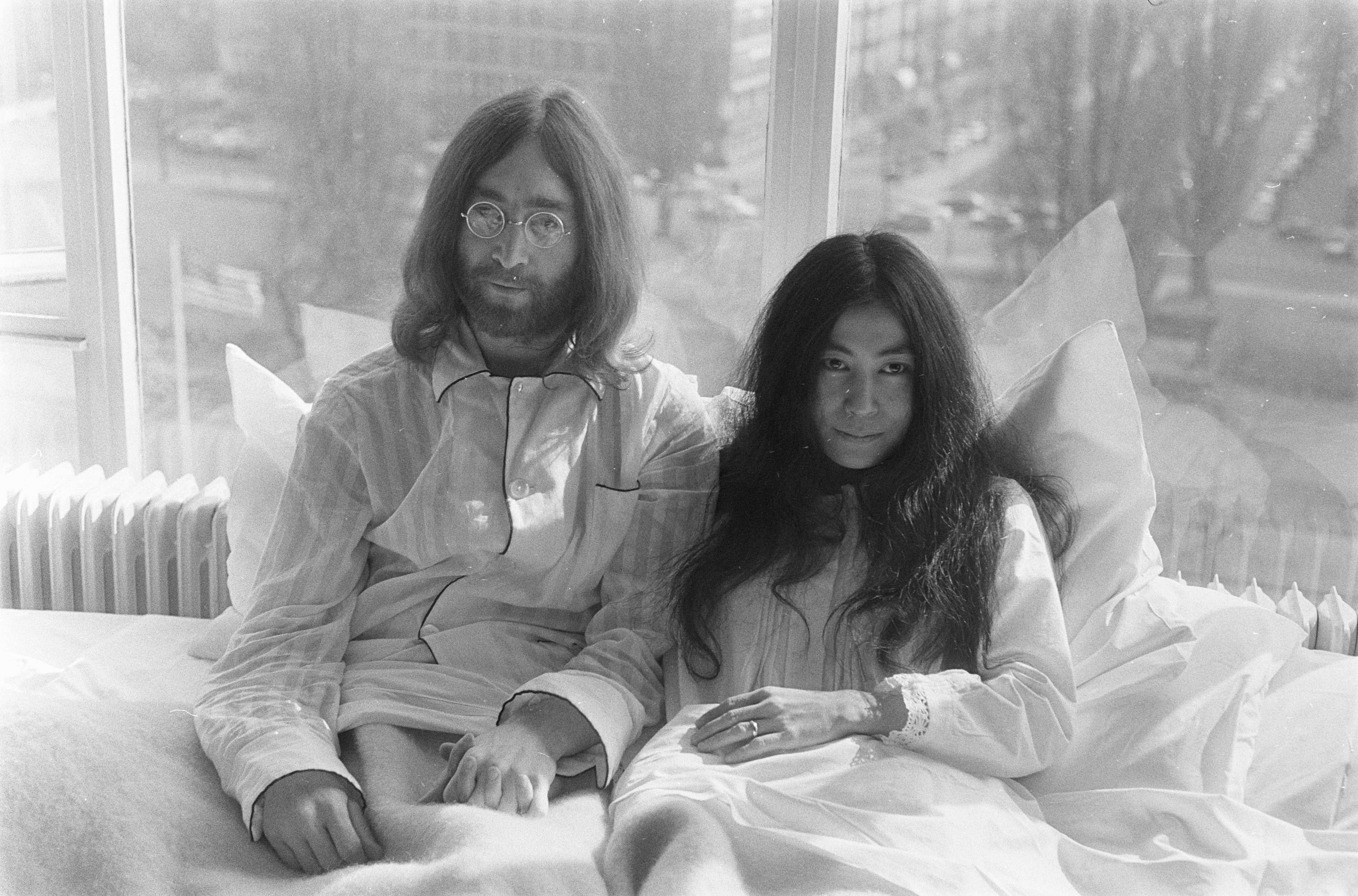
Отношения Леннона и Йоко Оно, а также её регулярное присутствие в студии, вызвало напряжение между музыкантами и ухудшило атмосферу

Через много лет после выпуска альбома Джордж Мартин часто упоминал в интервью, что во время записи White Album его отношения с «Битлами» сильно изменились, что многие попытки группы записаться казались ему ненацеленными, что музыканты часто выдавали длительные джем-сейшены, в которых не виделось ни капли вдохновения. Звукоинженер Джефф Эмерик, который работал с группой с 1966 года, был разочарован сессиями. Однажды во время записи песни «Ob-La-Di, Ob-La-Da» он случайно подслушал, как Мартин критиковал вокал Маккартни, на что последний ответил: «Хорошо, тогда иди и спой её сам». 16 июля Эмерик объявил, что больше не готов работать с The Beatles, и ушёл.
По мнению писателя Питера Доггетта, «важнейшая взаимосвязь [в группе]… между Ленноном и Маккартни» была разрушена присутствием Оно в первый же день записи. Биограф группы Филип Норман также разделял это мнение, отмечая, что с самого начала сессий Леннон и Маккартни демонстрировали пренебрежительное отношение к композициям друг друга — Джон считал песни Маккартни «навязчиво-слащавыми и пресными», а Пол расценивал материал Леннона как «резкий, немелодичный и намеренно провокативный». Исходя из этой ситуации, которую Льюисон считал беспрецедентной в студийных взаимоотношениях The Beatles, Харрисон и Старр приняли решение дистанцироваться от записи за счёт другого проекта — 7 июня они улетели в Калифорнию, чтобы Харрисон мог сняться в документальном фильме о Рави Шанкаре «Рага». В том же году Леннон, Харрисон и Маккартни стали проявлять всё большую индивидуальную активность, участвуя в музыкальных проектах отдельно друг от друга, что было ещё одним подтверждением назревающего раскола группы. Так, Леннон записал экспериментальный альбом с Йоко Оно — Two Virgins, на обложке которого они были изображены обнажёнными — жест, который его коллеги по группе сочли озадачивающим и ненужным.
20 августа Леннон и Старр, трудившиеся над овердаббингом для песни «Yer Blues» в третьей студии «Эбби-Роуд», зашли к Маккартни, который записывал песню «Mother Nature’s Son» во второй. По словам звукоинженера Кена Скотта (помогавшего в студии Полу), позитивный настрой испарился во мгновенье ока: «атмосферу можно было ножом резать». 22 августа во время записи «Back in the U.S.S.R.» Старр резко покинул студию — ударник был переполнен чувством досады от того, что ему отводилась второстепенная роль в группе, кроме того, его раздражало, что Маккартни всё время критиковал его работу в этой композиции (он называл Старра «примитивным барабанщиком»). Впоследствии владельцы «Эбби-Роуд» рассказывали, что Старр часто приходил на сессии и ждал в приёмной, пока его пригласят остальные. В песне «Dear Prudence» его партию сыграл Пол Маккартни. По словам Льюисона, запись «Back in the U.S.S.R.» также проходила без Старра, Леннон, Маккартни и Харрисон распределили партии ударных и бас-гитары между собой.
Коллеги умоляли Старра остаться. Барабанщик вернулся в группу 5 сентября — его ударная установка была украшена синими, красными и белыми цветами, что представляло собой своеобразный жест «Добро пожаловать» от Харрисона. Как показало время, перемирие было лишь временным и предшествовало будущим «месяцам и годам страдания». После записи альбома из группы поочерёдно временно уходили также Леннон и Харрисон. Маккартни, о чьём уходе, положившем конец существованию группы, было объявлено публично в 1970 году, описал сессии записи White Album как переломный момент для группы: «Проблема для нас всегда была в окружающем мире, не в нас. Это было лучшим качеством The Beatles, пока мы не стали потихоньку распадаться, как во время записи White Album. Тогда даже стены студии казались напряжёнными, натянутыми». Впоследствии Маккартни отмечал: «во время работы над этим альбомом было много разногласий. Всё шло к расколу и это напрягало само по себе». Леннон со своей стороны заявил: «в этом альбоме можно услышать распад The Beatles». В итоге из 30 композиций пластинки только на 16 группа сыграла в полном составе.

### Другие музыканты
По приглашению Джорджа Харрисона на соло-гитаре в «While My Guitar Gently Weeps» сыграл Эрик Клэптон. Харрисон позже отплатил той же монетой, поучаствовав в записи песни «Badge» для последнего альбома группы Клэптона Cream Goodbye. В документальном сериале «Антология» Джордж отметил, что присутствие Клэптона несколько смягчило напряжение в студии.
Клэптон был не единственным сторонним музыкантом, поучаствовавшим в записи. Ники Хопкинс сыграл на фортепиано для песни «Revolution 1» и некоторых других; в альбомной версии «Revolution», а также композиции «Savoy Truffle» присутствует партия духовых инструментов. Для исполнения «Honey Pie» были приглашены кларнетисты. Джек Феллон, скрипач, работавший в жанре блюграсс, участвовал в работе над «Don’t Pass Me By», а несколько оркестровых исполнителей и бэк-вокалистов поспособствовали в записи песни «Good Night». Несмотря на такое число сторонних музыкантов на записи, а также присутствие в студии и влияние на группу Йоко Оно, в альбоме не были указаны ничьи имена, кроме самих The Beatles.

## Песни
White Album содержит широкий спектр музыкальных стилей, публицисты Барри Майлз и Джиллиан Гаар назвали его самым разнообразным из всех альбомов группы. В мелодиях пластинки фигурируют такие жанры как рок-н-ролл, блюз, фолк, кантри, регги, авангард, хард-рок и мюзик-холл. Во время работы над этой записью группа минимизировала использование студийных инноваций, сделав звук более простым по сравнению с двумя предыдущими альбомами. Писатель Николас Шаффнер расценивал этот шаг как дистанцирование от психоделии — популярного годом ранее стиля; тенденцию отхода от неё задали ранее Боб Дилан и The Beach Boys и продолжили в 1968 году многие другие группы, включая The Rolling Stones и The Byrds. Обозреватель журнала Stylus Эдвин Фауст описал White Album как «в первую очередь альбом о музыкальной чистоте (что предполагает его название и обложка). Тогда как в своих предыдущих альбомах группа всё чаще смешивала несколько музыкальных жанров в рамках одной песни, на „The White Album“ каждая песня верна одному стилю. Рок-н-рольные треки — это чистый рок-н-ролл; фолковые композиции — просто фолк; сюрреалистические поп-песни — сюрреалистический поп без примесей; а экспериментальные записи исключительно экспериментальные».
Хотя авторство почти всех песен во всех альбомах The Beatles указывается как совместный труд Леннона/Маккартни, эта формулировка зачастую не соответствует действительности, и White Album стал этому ярким подтверждением. Здесь каждый из четверых членов группы начал проявлять свои индивидуальные композиторские качества и вырабатывать стиль, который позже станет превалирующим в его сольной карьере. Лестер Бэнгс даже назвал White Album «первым альбомом в истории рока, записанным четырьмя сольными музыкантами в составе одной группы». Многие песни альбома демонстрируют проводившиеся в студии эксперименты с различными музыкальными направлениями: «Honey Pie» написана в стиле танцевальной музыки 1930-х годов, «Piggies» имеет классическую структуру, «Good Night» представляет собой оркестровую поп-музыку, «Rocky Raccoon» записан в жанре фолк, а «Ob-La-Di, Ob-La-Da» вдохновлена регги. Такое разнообразие было весьма непривычно для поп-музыки 1968 года и до сих пор вызывает у слушателей и критиков разные чувства, от восторга до неприятия. Особняком в этом плане стоит авангардная «Revolution 9» — слоистый звуковой коллаж в жанре конкретной музыки, длиной 8 минут 13 секунд. Впоследствии Леннон говорил, что ему хотелось не «делать продолжение „Сержанта Пеппера“», а «забыть о нём и вернуться к простой музыке».
Единственным западным инструментом, доступным «Битлам» во время их поездки в Индию, была акустическая гитара, поэтому многие песни альбома были сочинены и впервые исполнены именно с её помощью. Некоторые из этих песен (например, «Wild Honey Pie», «I Will», «Julia», «Blackbird» и «Mother Nature’s Son») так и остались акустическими и были записаны только частью группы, а в некоторых случаях и вовсе сольно.

### Часть первая (стороны 1—2)
Маккартни сочинил «Back in the U.S.S.R.» как сюрреалистическую пародию на песню Чака Берри «Back in the U.S.A.». В композиции были использованы звуки взлетающего и приземляющегося самолёта, а бэк-вокал был исполнен Ленноном и Харрисоном в стиле группы The Beach Boys. Пиратские записи этой песни были очень популярны на территории Советского Союза — по утверждению Макдональда она стала «подпольным хитом». Впоследствии Маккартни записал альбом каверов, названный «Снова в СССР», специально для издания в Советском Союзе. «Dear Prudence» — одна из песен, записанных в студии Trident. Её стиль типичен для композиций, сочинённых в Ришикеше — акустическая мелодия, сыгранная в технике арпеджио. Песня была сочинена Ленноном о сестре Мии Фэрроу — Пруденс, которая редко покидала свою комнату во время пребывания в Индии из-за приверженности к медитации. «Glass Onion» был первым треком, записанным The Beatles в полном составе после непродолжительного ухода Старра из группы. Иэн Макдональд утверждал, что Леннон сознательно написал запутанный текст, чтобы подразнить фанатов, находящих «скрытые послания» в их песнях; трек содержал отсылки к более раннему материалу из репертуара группы — так, строчка «Моржом был Пол» намекала на сюжет композиции «I Am the Walrus» (текст которой, в свою очередь, отсылал к композиции «Lucy in the Sky with Diamonds»). Маккартни сделал овердаббинг для отрезка блокфлейты, звучащей после строчки «I told you about the Fool on the Hill», как пародию на более раннюю песню. Струнная оркестровая секция была добавлена в «Glass Onion» в октябре.
«Ob-La-Di, Ob-La-Da» была сочинена Маккартни в виде стилизации под ска. Работа над композицией растянулась на долгое время, так как бас-гитарист требовал от своих коллег идеального исполнения, что очень раздражало последних. Название песни было придумано другом Маккартни — Джимми Скоттом, он же сыграл на бонгах в её начальной части. После того как трек был записан, Скотт потребовал указать его среди соавторов, однако авторство было приписано Леннону и Маккартни. После трёхдневной работы над минусовкой она была забракована и заменена новым вариантом. Леннон возненавидел эту песню, язвительно называя её «музыкальным дерьмом для старух»; звукоинженер Ричард Луш, вспоминая, как Старра раздражало переписывать одну и ту же минусовку снова и снова, заявил, что эта ситуация была одним из ключевых факторов, повлиявших на дальнейший распад группы. Впоследствии Маккартни попытался переделать минусовку в третий раз, но отказался от этой идеи после нескольких попыток, и в альбом попала вторая версия аккомпанемента. Музыканты, за исключением Маккартни, потеряли интерес к песне к концу записи и отказались выпускать её в качестве сингла. Впоследствии шотландская поп-группа Marmalade записала кавер-версию этой композиции, которая стала хитом и заняла верхнюю строчку чарта UK Singles Chart. Тем не менее в опросе 2004 года, проведённом среди 1000 жителей Великобритании, трек возглавил список «худших песен всех времён».

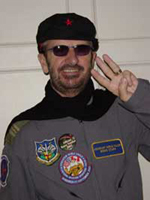
Ринго Старр: «„Сержант Пеппер“ сделал своё дело, стал альбомом десятилетия, а может, и века. Он был ни на что не похож, там были отличные песни, записывать его было настоящим удовольствием, и я рад, что участвовал в записи, но, на мой взгляд, „Белый альбом“ ещё лучше. […] Пока мы записывали „Белый альбом“, мы снова стали группой, что мне всегда нравилось»

Длящаяся чуть менее минуты «Wild Honey Pie» была записана Маккартни 20 августа, по окончании работы над песней «Mother Nature’s Son». В подобных обстоятельствах, между дублями других композиций, были записаны и другие короткие треки. Песня «The Continuing Story of Bungalow Bill» была написана Ленноном под впечатлением от американского туриста, прибывшего в Ришикеш на несколько недель, чтобы поохотиться на тигров. В записи её вокальной части — представляющей собой аудио-варите — поучаствовали почти все, кто находился в тот момент в студии, в том числе Йоко Оно. В частности, продюсер Крис Томас сыграл в этой песне на меллотроне, в конце композиции даже начав импровизировать. Гитарный пассаж в стиле фламенко был взят из стандартной звуковой библиотеки меллотрона. Седьмой трек альбома — «While My Guitar Gently Weeps» — был сочинён Харрисоном во время визита к родителям, в Чешире. Изначально, 25 июля, он записал песню сольно на акустической гитаре — позже эта версия была выпущена в составе компиляции Anthology 3. Тем не менее вскоре было решено записывать трек всей группой, но гитарист остался недоволен результатом первой сессии, вследствие чего он пригласил поучаствовать в работе своего друга, Эрика Клэптона. Первоначально Клэптон сомневался в этой идее, однако Харрисон заявил, что остальные «никак не повлияют на это решение. Это моя песня». Соло Клэптона автоматически обрабатывалось на две дорожки для достижения желаемого эффекта; впоследствии он подарил Харрисону гитару, которую использовал во время записи, а тот дал инструменту имя «Люси».
«Happiness Is a Warm Gun» стала результатом соединения фрагментов нескольких песен, написанных Ленноном в Ришикеше. По словам Макдональда, эта техника сочинения была вдохновлена методикой группы The Incredible String Band. Минусовка песни перезаписывалась 95 раз — музыканты меняли длительность песни и экспериментировали с жанрами. Окончательная версия состояла из лучших кусков двух разных дублей, смонтированных вместе. Впоследствии Леннон говорил, что это одна из его любимых песен, а остальная часть группы отмечала, что эта запись придала им тонуса, так как музыкантам пришлось отточить свои навыки и сплотиться, чтобы довести её до конца. В текст песни внёс небольшой вклад пресс-атташе Apple Records — Дерек Тейлор, однако он не был отмечен в альбоме.

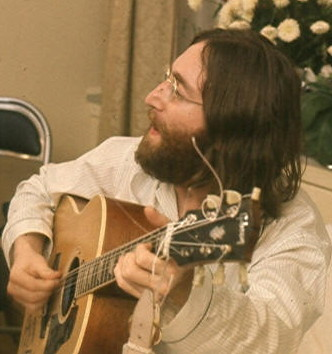
Джон Леннон: «Я всегда предпочитал этот альбом остальным, в том числе и „Пепперу“, потому что считал, что музыка в нём лучше. Слава „Пеппера“ громче, но музыкой „Белый альбом“ заметно превосходит его. Для него я написал множество отличных вещей. Мне нравится всё, что я сочинил, и многие другие песни тоже. Мне нравится весь этот альбом. […] В него вошло много классных песен»

Трек «Martha My Dear» был назван в честь овчарки Маккартни, однако текст не имел к ней никакого отношения. Композиция была записана при помощи сессионных музыкантов без участия остальной группы. Специально для этой песни Мартин сочинил аранжировку духовых инструментов. Десятый трек пластинки — «I’m So Tired» — был написан Ленноном в Индии, когда он мучился от бессонницы. Группа записала его на одной сессии с «The Continuing Story of Bungalow Bill». В тексте песни фигурирует Уолтер Рэли — «тупой мерзавец», который первый ввёз табак в Европу; композиция заканчивается бормотанием Леннона: «Месье, месье, может, ещё по одной?». Эти строчки стали частью «легенды о смерти Пола» — конспирологической теории фанатов, которые считали, что если включить песню задом наперёд, можно услышать слова «Пол — мертвец, скучай по нему, скучай по нему». Композиция «Blackbird» была записана Маккартни сольно, под аккомпанемент акустической гитары. По словам Льюисона, в песне фоном звучит тикающий метроном, а Эмерик вспоминал, что перед записью «Blackbird» микрофон разместили у самых ног Маккартни. Щебетание птиц, звучащее в конце песни, было взято из коллекции звуковых эффектов студии «Эбби-Роуд», оно было записано на один из первых портативных магнитофонов фирмы EMI. Двенадцатый трек — «Piggies» — задумывался Харрисоном как филиппика против жадности и материализма современного общества. В этой песне Крис Томас сыграл на клавесине, а Леннон предоставил лупы с хрюканьем свиней. Леннон вместе с матерью Харрисона также помогали гитаристу дописывать текст песни. Следующий трек — «Rocky Raccoon» — родился в результате джем-сейшена Маккартни, Леннона и Донована в Ришикеше. Песня была записана на плёнку с первого дубля, впоследствии Мартин назвал её одной из тех композиций, которые были добавлены в качестве филлера, чтобы заполнить хронометраж двойного альбома.
«Don’t Pass Me By» была первой сольной композицией Старра в составе The Beatles; ударник долгое время вынашивал идею написать автобиографичную песню. Рабочими названиями композиции были «Ringo’s Tune» и «This Is Some Friendly». Основная часть мелодии состояла из динамичного бита Старра и подыгрывающего ему на фортепиано Маккартни. Мартин придумал для этой песни оркестровое введение, но оно было отклонено, так как звучало «слишком причудливо». Вместо этого было решено пригласить Джека Фэллона, который сыграл на скрипке в стиле блюграсс Композицию «Why Don’t We Do It in the Road?» Маккартни сочинил в Индии после того, как увидел на улице двух совокупляющихся обезьян. По словам бас-гитариста, он задался вопросом: «почему люди слишком цивилизованы и не делают то же самое?». Во время записи он самостоятельно сыграл на всех инструментах, кроме барабанов (за ударной установкой сидел Старр). Прямолинейная лирика была очень схожа со стилем Леннона, и того очень раздражало, что его не пригласили поучаствовать в записи этой песни. Впоследствии Маккартни отмечал, что сделал это в отместку, так как Леннон не предложил ему участвовать в записи «Revolution 9». Композиция «I Will» также была написана и спета Маккартни, а Леннон и Старр аккомпанировали ему на ударных инструментах. Песня записывалась в несколько подходов — после серии дублей музыканты прерывались, чтобы поработать над другими композициями. Помимо этого в альбом попал фрагмент песни, известной как «Can You Take Me Back?» — он был помещён между треками «Cry Baby Cry» и «Revolution 9», а записанные в тот же период кавер-версия хита Силлы Блэк «Step Inside Love» и шуточная песня «Los Paranoias» позднее стали частью сборника Anthology 3. Акустическая баллада «Julia» записывалась для альбома последней, Леннон сыграл её на гитаре сольно, в стиле, схожем с «Blackbird». Песня была посвящена матери Леннона Джулии, которая погибла в автокатастрофе, когда музыканту было семнадцать; помимо темы потери матери её текст также касается его отношений с Оно (она фигурирует в песне как «дитя океана»). Хотя Оно помогла Леннону с написанием текста, авторство и в этом случае было приписано тандему Леннона и Маккартни.

### Часть вторая (стороны 3—4)
По словам Маккартни, авторство «Birthday» было «нашим пополам с Джоном, мы сочинили её за один подход и записали в тот же вечер». Источником вдохновения для песни послужила британская премьера фильма «Эта девушка не может иначе», и Маккартни с Ленноном скопировали вокальный стиль главной музыкальной звезды ленты — Литтл Ричарда, а бэк-вокал исполнили Оно и Пэтти Харрисон. Композиция «Yer Blues» была написана Ленноном в Индии. Несмотря на медитативную атмосферу, текст песни получился довольно мрачным и содержал многочисленные упоминания суицида: по словам музыканта, когда он писал строчки «я так одинок, хочу умереть», то чувствовал это на самом деле. Мелодия композиции была навеяна популярной в тот период волной «британского блюзового бума» — повального интереса английских групп к классическому американскому жанру, одними из пионеров которого были Fleetwood Mac и Chicken Shack. Минусовка трека записывалась в небольшом помещении, расположенном рядом с диспетчерской студии № 2 «Эбби-Роуд». Микширование песни производилось сразу же после записи, что было нехарактерно для The Beatles и привело к нескольким музыкальным огрехам. Композиция «Mother Nature’s Son» была написана Маккартни без участия его коллег по группе. Записывалась она также сольно, впоследствии Мартин добавил в неё аранжировку с духовыми инструментами. Двадцать первый трек — «Everybody’s Got Something to Hide Except Me and My Monkey» — был сочинён во время джем-сейшена и первоначально не имел названия. Во время микширования скорость песни ускорили с 50 до 43 герц. По словам Харрисона, названием для песни послужило, в том числе, одно из изречений Махари́ши («and my monkey»), которое было добавлено к основной фразе. «Sexy Sadie» была написана Ленноном вскоре после того, как он решил уехать из Ришикеша, и первоначально называлась «Maharishi». В интервью 1980 года Леннон признался, что песня была написана под влиянием обиды на Махеш Йоги: «Я просто обозвал его „Сексапильной Сэйди“».
«Helter Skelter» была сочинена Полом Маккартни и первоначально исполнялась в блюзовом стиле. Во время июльской сессии группа записывала песню вживую, и она включала длинные пассажи, сымпровизированные музыкантами. Поскольку итоговый вариант получился слишком долгим и не соответствовал стандартам длительности треков на LP, песня была отложена до сентября. По воспоминаниям технического персонала, вторая сессия происходила в атмосфере хаоса (в частности, Харрисон бегал вокруг студии с горящей пепельницей над головой, «изображая Артура Брауна»), но никто не осмеливался намекнуть музыкантам, что они вышли из-под контроля. Выпущенная в альбоме стерео-версия была длиннее моно почти на минуту, в её кульминации Старр восклицает «у меня уже волдыри на пальцах!». Американский убийца Чарльз Мэнсон не знал, что «helter skelter» является британским названием спиралевидных горок, расположенных на детских площадках или аттракционах, и считал, что песня имеет какое-то отношение к аду. В итоге она стала одним из ключевых треков, подтолкнувших Мэнсона к мысли, что в альбоме закодировано послание об апокалиптической войне, и вдохновила его на создание одноимённого фанатичного движения. Следующая композиция — сочинённая Харрисоном «Long, Long, Long» — представляет собой последовательность аккордов, часть из которых он скопировал из песни Боба Дилана «Sad Eyed Lady of the Lowlands». Макдональд описывал запись как «трогательный символ примирения Харрисона с Богом» и полагал, что она была его «самым прекрасным произведением в альбоме». Работа над этой композицией входит в число самых продолжительных за всё существование The Beatles — запись началась днём 7 октября и продолжалась до утра 8-го. Маккартни сыграл в этой песне на органе Хаммонда, звучащий в конце «грохочущий» эффект был создан при помощи винной бутылки, поставленной на динамик инструмента для резонации звука.

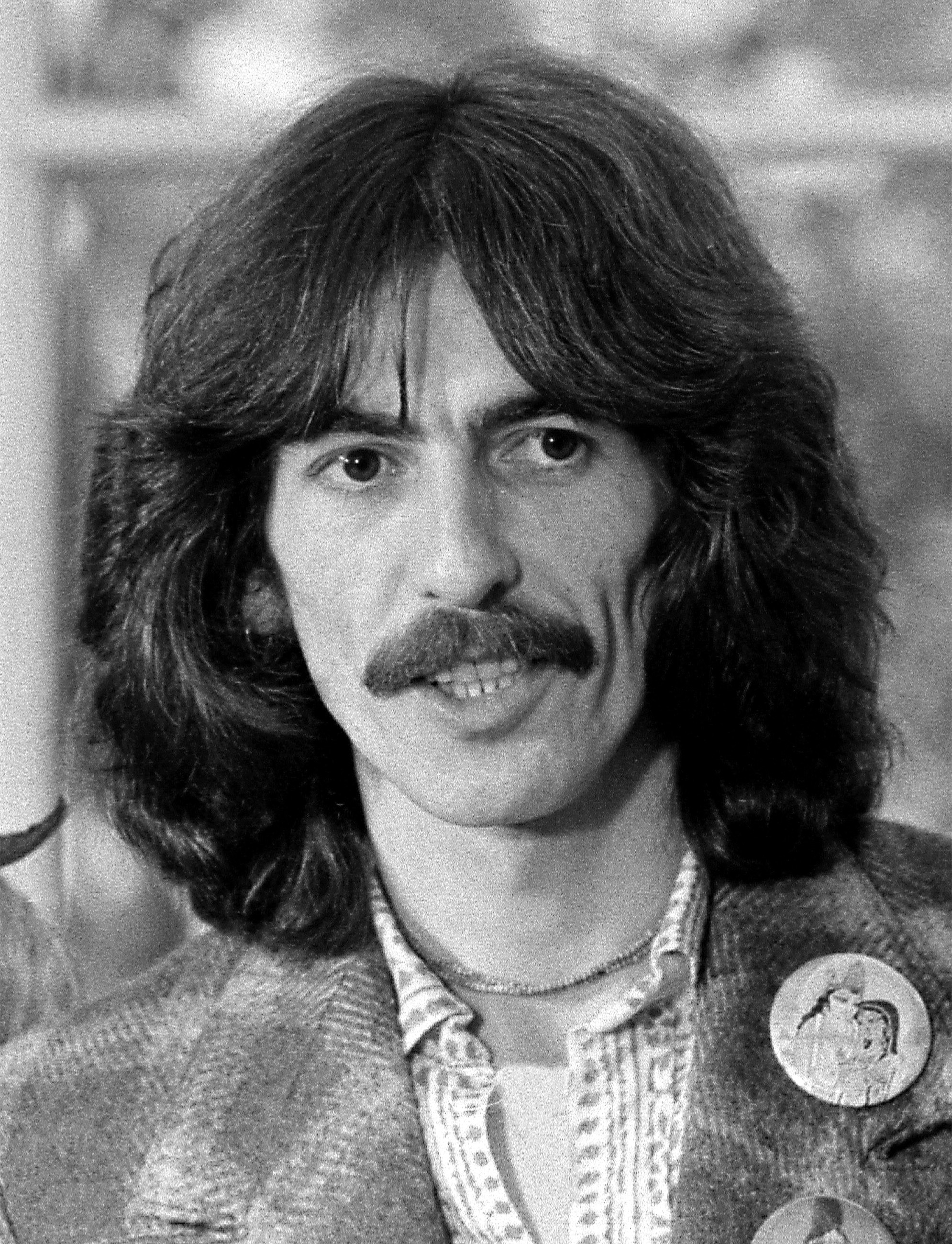
Джордж Харрисон: «По сравнению с „Пеппером“ новый альбом был больше похож на пластинку, сыгранную группой. Многие песни мы просто записывали вживую, другие требовали доработки. В него вошли личные песни, и впервые люди стали считать их такими. Помню, работа велась одновременно в трёх студиях: Пол занимался наложением в одной, Джон в другой, а я записывал звук рожков или ещё что-нибудь в третьей»

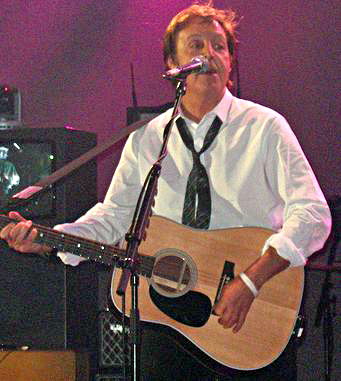
Пол Маккартни: «По-моему, это очень хороший альбом. Он удался, но работу над ним нельзя было назвать приятной. Но иногда все это помогает совершенствоваться. Одно из его достоинств заключается в том, что над ним пришлось потрудиться. Песни очень разнообразны. По-моему, это прекрасный альбом»

«Revolution 1» была первой композицией, записанной для White Album — её запись состоялась 30 мая. Первоначально её рассматривали в качестве потенциального сингла, но по мере работы аранжировка трека становилась всё более медленной и грувистой. Выбрав подходящую минусовку, группа добавила к ней шестиминутную импровизацию и ещё ряд наложений, после чего песню было решено разделить на две части. Отдельно была добавлена аранжировка духовых инструментов. Результатом работы с оставшейся частью «Revolution 1» стал предпоследний трек второго диска — «Revolution 9». Леннон, Харрисон и Оно добавили в песню дополнительный материал (коллажи различных аудиолент) и записали разговорную речь в стиле Карлхайнца Штокхаузена. Композиция начинается отрывком записи Королевской академии музыки и заканчивается фразой Оно «ты становишься голым». Оно приняла непосредственное участие в работе над песней, давая Леннону советы, какие лупы добавлять в мелодию. Напротив, Маккартни вообще никак не участвовал в творческом процессе и, по слухам, был очень недоволен тем, что числился в соавторах песни, несмотря на то, что он проводил схожие эксперименты со склейкой аудиолент в 1967 году на треке «Carnival of Light», записанном во время сессии альбома Sgt. Pepper’s Lonely Hearts Club Band. В последующие годы композиция вызывала у аудитории смешанные эмоции.
Двадцать шестой трек — «Honey Pie» — был сочинён Маккартни в качестве оммажа танцевальному стилю флэппер, популярному в 1920-х. В начале песни слышен звук со старой грампластинки, играющей на скорости 78 оборотов в минуту, впоследствии к нему были добавлены аранжировки саксофона и кларнета в том же стиле ретро. Хотя Джон Леннон сыграл в этой песне соло на гитаре, впоследствии он рассказывал, что ненавидел её, и называл «безнадёжной». Следующая композиция — «Savoy Truffle» — получила своё название в честь шоколада из кондитерского набора Good News фирмы Mackintosh's, который очень нравился Клэптону. В записи песни участвовал саксофоновый секстет, приглашённый Томасом, последний также сыграл на клавишных. Работа над композицией «Cry Baby Cry» началась ещё в конце 1967 года, причём часть текста была позаимствована Ленноном из старой телевизионной рекламы. Мартин сыграл в этой песне на фисгармонии. Завершающая альбом колыбельная «Good Night» была написана Ленноном для его сына Джулиана, и он изначально планировал отдать вокальную партию Ринго Старру. Вначале в песне фигурировала только акустическая гитара и голос барабанщика, однако впоследствии всё это было заменено оркестровой аранжировкой и хором, а Мартин также добавил в неё партию на челесте.
Впервые за всю историю группы в альбоме не появилось ни одной песни, написанной дуэтом Леннон/Маккартни (хотя все песни, написанные тем или другим, номинально имели именно такое авторство). Последним таким произведением стала «I’ve Got a Feeling» из альбома Let It Be. Этот ранее редкий отказ от сотрудничества выражается в появлении на The Beatles нескольких фрагментов незаконченных песен с нереализованными идеями, состоящих из отдельных музыкальных отрывков (таких как «Why Don’t We Do It in the Road?», «Wild Honey Pie» и отрывок песни Маккартни без названия в конце «Cry Baby Cry», который часто называют «Can You Take Me Back»). В ранних альбомах такие недоработки либо забрасывались насовсем, либо дорабатывались и попадали в альбом в уже законченном виде, но White Album и в этом плане символизирует смену направления творчества группы. Такая тенденция продолжала проявляться до конца существования The Beatles: например, подобные обрывки песен в альбоме Abbey Road были объединены в длинное попурри.

### Синглы

Рекламный постер американской версии сингла «Hey Jude»/«Revolution»

Записанная во время сессий альбома песня «Hey Jude» была выпущена отдельным синглом до выпуска White Album. Её изначально не планировали включать в альбом. Сторона «Б» сингла «Hey Jude», «Revolution», была альтернативной версией альбомной «Revolution 1». Хотя Леннон хотел поместить именно альбомную версию «Revolution 1» на сингл, остальные три «Битла» не поддержали его идею, поскольку на их взгляд она была слишком медленной. Для сингла была записана более быстрая версия с «перегруженной» электрогитарой и динамичным соло Ники Хопкинса на клавишных. Итоговый сингл стал первым релизом The Beatles на лейбле Apple Records. Впоследствии он стал самым успешным синглом группы — его продажи составили более 7,5 миллиона копий по всему миру. Негласное соглашение в британской музыкальной индустрии в то время предполагало, что синглы и альбомы не должны дублировать друг друга. Тем не менее, хотя в Великобритании и США не были выпущены синглы в поддержку White Album, такой релиз состоялся в других странах — он содержал песни «Ob-La-Di, Ob-La-Da» и «While My Guitar Gently Weeps» (на стороне «Б»). Сингл пользовался популярностью в Австралии, Япония, Австрия и Швейцарии.
Четыре песни с White Album были выпущены на двух американских и одном британском сингле через 8 лет после выпуска альбома. Летом 1976 года для продвижения сборника Rock ’n’ Roll Music были изданы синглы с несколькими песнями из этого альбома (в Великобритании издателем был Parlophone, в США — Capitol). Parlophone выбрали композицию «Back in the U.S.S.R.». (с «Twist and Shout» на стороне «Б»), а Capitol выпустили песню «Got to Get You into My Life» (с «Helter Skelter» на стороне «Б»). Синглы были коммерчески успешны: «Got to Get You into My Life» попала на 7-ю позицию чарта Billboard Hot 100 в США, а «Back in the U.S.S.R.» заняла 18-е место в британском чарте New Musical Express. В свою очередь, Rock ’n’ Roll Music занял 2-ю и 10-ю строчки в чартах США и Великобритании, соответственно. После успеха первого сингла Capitol в ноябре 1976 года выпустили ещё один сингл, теперь уже с двумя треками — «Ob-La-Di, Ob-La-Da» на стороне «А» и «Julia» на стороне «Б». Сингл продавался в белых нумерованных конвертах, повторяющих дизайн самого альбома. Тем не менее релиз не смог повторить успех предшественника, добравшись только до 49-й позиции в чарте Billboard.

### Песни, не вошедшие в альбом
Некоторые песни, над которыми The Beatles работали индивидуально в этот период, не были включены в White Album. Впоследствии они были выпущены в следующих альбомах The Beatles, а также на сольных пластинках участников группы. Согласно записям, сделанным в «Кинфаунсе» и изданным в виде бутлега, такими композициями были: «Look at Me» и «Child of Nature» (позже переработанная в «Jealous Guy») Леннона; «Junk» и «Teddy Boy» Маккартни; «Not Guilty» и «Circles» Харрисона (в перезаписанном виде попали в альбомы Харрисона George Harrison 1979 года и Gone Troppo 1982 года соответственно). Кроме того, Харрисон отдал песню «Sour Milk Sea» певцу Джеки Ломаксу, чья запись, спродюсированная автором, была выпущена в августе 1968 года в качестве дебютного сингла музыканта на лейбле Apple Records. Композиции Леннона «Mean Mr. Mustard» и «Polythene Pam» будут использоваться для попурри в альбоме Abbey Road, релиз которого состоялся годом позже. Также в этом лонгплее была выпущена песня Харрисона «Something».
Во время сессий Харрисон, Оно и Леннон записали песню «What's the New Mary Jane», выпущенную в итоге на Anthology 3. В это же время Маккартни записал демоверсии двух композиций — «Etcetera» и «The Long and Winding Road»; первая была перезаписана группой Black Dyke Mills Band под названием «Thingumybob», а вторая доработана и выпущена на последней пластинке The Beatles Let It Be. На сборнике Anthology 3 были изданы также композиции «Not Guilty» и «Junk», записанные группой во время работы над White Album. Записанные в январе-феврале 1968 года «Lady Madonna», «The Inner Light», «Across the Universe» и «Hey Bulldog» так и не вошли в альбом и позже были включены в пластинки Yellow Submarine и Let It Be. Записанные 16 сентября 1968 года, во время работы над песней «I Will», композиции «Step Inside Love», «Los Paranoias», «The Way You Look Tonight» и «Down In Havana» также не вошли в альбом. Сокращённая версия «Step Inside Love/Los Paranoias» позже была выпущена в сборнике Anthology 3. В 2009 году на бутлеге была обнародована прежде неизвестная версия песни «Revolution (Take 20)». Впоследствии эта десятиминутная композиция была отредактирована и разделена на два отдельных трека: «Revolution 1» и авангардную «Revolution 9».

## Выпуск альбома
«Он был великолепен, он был востребован. Это чертовски „Битловский“ альбом. Точка!».
The Beatles был выпущен 22 ноября 1968 года в Великобритании и спустя три дня в США. Рабочим названием пластинки было The Doll’s House, однако музыканты были вынуждены его изменить, так как в том же году состоялся релиз альбома Music in the Doll’s House британской прогрессив-рок-группы Family. Как отмечает Николас Шаффнер: «Со дня выхода все называли The Beatles „Белым альбомом“», что было связано с видом его обложки.
The Beatles был первым альбомом The Beatles, выпущенным Apple Records (ранее на этом лейбле выпускались Wonderwall Music Харрисона и Two Virgins Леннона). Это также был первый и единственный двойной альбом группы. По словам продюсера Джорджа Мартина, он был против выпуска двойного альбома и предлагал участникам группы уменьшить количество песен, чтобы мог выйти одинарный альбом с действительно лучшими работами группы на тот момент, но музыканты отказались от этой идеи. Впоследствии Ринго Старр говорил, что теперь осознаёт, что White Album надо было выпускать двумя отдельными альбомами, которые он называет «Белый альбом» и «Ещё более белый альбом» (англ. «The Whiter Album»). Харрисон задним числом размышлял, что некоторые треки можно было выпустить как би-сайды, но «в этой группе было слишком много „эго“». Идею двойного альбома он поддержал, считая, что это было необходимо для избавления от избытка песен, образовавшегося у группы в то время. Маккартни же заявлял, что альбом был и остаётся хорошим именно за счёт широкого разнообразия песен.

### Моно-версия
White Album был последним альбомом The Beatles, который был смикширован отдельно в стерео- и моноверсиях, хотя моноверсия была выпущена только в Великобритании и некоторых других странах. В официальном моно-миксе фигурируют все треки альбома за исключением «Revolution 9», который был сделан на основе стерео-версии. По словам самих музыкантов, до этого они не особо интересовались стереофонией, но после писем поклонников, рассказывавших, что купили как моно-, так и стереоверсии предыдущих альбомов, они в этом случае решили сделать два разных варианта. Некоторые миксы имеют разный хронометраж; в моно-миксе песни «Helter Skelter» отсутствует постепенное затухание мелодии в финале, а также крик Ринго Старра «У меня пальцы в волдырях» («I’ve got blisters on my fingers»); напротив, в моноверсии композиции «Yer Blues» затухание длится на 11 секунд больше.
В то время в США постепенно прекращался выпуск моноверсий альбомов; американский релиз White Album был первым лонгплеем The Beatles, изданным только в стереоформате. В Великобритании последним таким альбомом стал следующий диск группы — Yellow Submarine. 9 сентября 2009 года состоялся общемировой релиз моноверсии White Album (в подарочной упаковке), составившей часть бокс-сета The Beatles in Mono. Спустя пять лет, в сентябре 2014 года, состоялось отдельное переиздание оригинального альбома.

### Художественное оформление
«Обложка этого альбома оказалась удачной. У меня было немало друзей среди художников, во время работы над „Сержантом Пеппером“ я сошёлся с Робертом Фрейзером. […] Одним из его помощников в то время был Ричард Гамильтон. Я побывал на нескольких выставках, и мне понравились работы Ричарда, поэтому я позвонил ему и сообщил: „Мы выпускаем новый альбом. Не хотите ли оформить его обложку?“. Он согласился, и я спросил остальных. Все тоже согласились и поручили мне заняться обложкой».
Обложка альбома была придумана художником Ричардом Гамильтоном в соавторстве с Полом Маккартни. Предложенная Гамильтоном обложка была чисто белой, что резко контрастировало с буйством красок в оформлении предыдущей пластинки группы — Sgt. Pepper’s Lonely Hearts Club Band, автором обложки которой был Питер Блейк. Это единственный альбом The Beatles, на обложке которой нет самих музыкантов. Первоначально на ней планировалось изобразить яблоко, которое должно было проявляться в определённый момент, но из-за трудности реализации от этой идеи пришлось отказаться. Название группы (бывшее также названием самого альбома) было исполнено методом блинтового тиснения в шрифте гельветика чуть-чуть ниже середины правой половины обложки. Также на обложке присутствовал уникальный проштампованный серийный номер, чтобы, по словам дизайнера, «поиронизировать над нумерованным тиражом примерно в пять миллионов копий». Маккартни счёл, что это была отличная идея для повышения продаж пластинки, так как «коллекционеры будут от этого в восторге». В 2008 году оригинальный альбом с серийным номером 0000005 (первые четыре получили сами «Битлы») был продан за 19 201 фунт стерлингов. В 2015 году личная копия Ринго Старра с серией 0000001 была выставлена на аукционе, итоговая сумма лота составила 790 тысяч долларов, что является мировым рекордом.

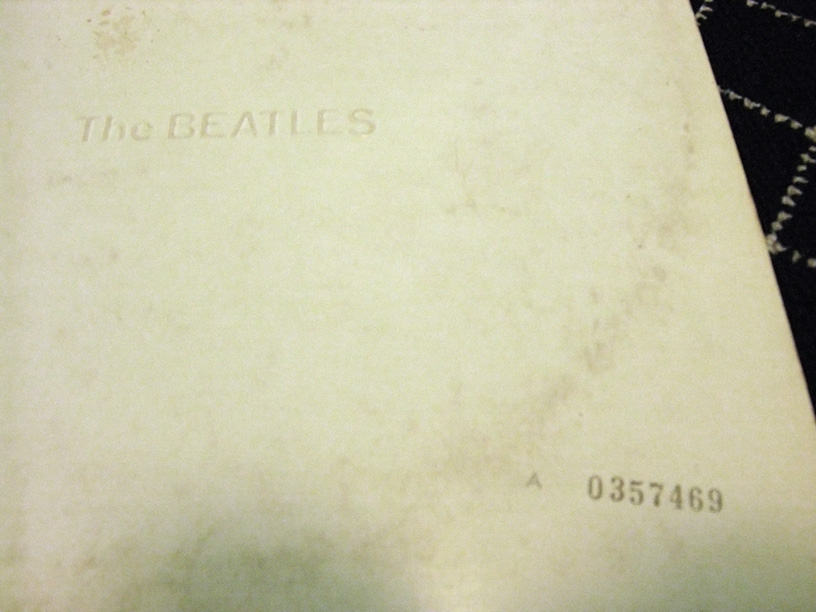
Один из экземпляров альбома, изданных в 1970-х годах, с серийным номером и выбитым, а не напечатанным, названием альбома

По замыслу художника, обложка должна была представлять произведение концептуального искусства — стиля, набиравшего популярность в то время. Последующие американские издания на виниле имели напечатанное серым цветом название и поставлялись в бумажных конвертах без тиснения. Альбом включал постер, представляющий собой коллаж фотографий, с текстом песен на обратной стороне и набором из четырёх портретов музыкантов по отдельности, сделанных Джоном Келли осенью 1968 года. Фотографии для постера были отобраны Гамильтоном и Маккартни, у которых заняло несколько дней, чтобы прийти к его окончательному виду. У кассетных версий альбома белая обложка отсутствовала вовсе: у этого формата издания, а также в восьмидорожечной версии альбома (впервые выпущенной на двух картриджах в начале 1969 года) в качестве обложки фигурировали четыре высококонтрастные чёрно-белые фотографии авторства Келли. Кассеты и картриджи продавались в чёрных картонных коробках с золотой надписью «The Beatles», а также логотипом лейбла Apple. Расположение песен на кассетной версии White Album отличалось от порядка в виниловом альбоме — это было сделано, чтобы уравнять длину сторон ленты. Кроме того, были выпущены две катушечные версии альбома, на обложке которых использовались фотографии Келли. Релиз первой состоялся в начале 1969 года (лейблы Apple/EMI), весь альбом был записан на одну ленту, причём порядок песен был такой же, как и в оригинале. Второе издание было выпущено в начале 1970 года (лейбл Ampex), после того, как фирма EMI прекратила выпуск коммерческих лент на катушках, и представлял собой два отдельных тома. Список песен этого релиза повторял кассетную версию. Это издание альбома очень ценится среди коллекционеров, так как содержит исправления на восьми треках, недоступные в других изданиях и сокращающие хронометраж альбома более чем на семь минут.
В 1978 и 1979 годах, по случаю десятилетия альбома, EMI переиздали White Album на белых грампластинках в нескольких странах. В 1981 году компания Mobile Fidelity Sound Lab (MFSL) выпустила уникальную версию альбома, воспроизводящуюся с половинной скоростью, используя звук из оригинальной записи. Пластинки были напечатаны на 180-граммовом виниле.
«[Ричард] спросил: „А у вас есть альбом под названием просто "The Beatles"?“ Я ответил „нет“, но проверил себя, потому что не был уверен. У нас были альбомы "Beatles For Sale", "Meet The Beatles", "With The Beatles". Похожих названий было много, но просто "The Beatles" среди них не нашлось. Ричард сказал, что так мы и должны назвать альбом, и все согласились».
В 1987 году альбом был переиздан на компакт-дисках, наряду с остальной дискографией группы. Он также был переиздан на CD в 1998 году в рамках 30-го юбилея записи (фирма EMI), обложка альбома была выполнена в соответствии с оригинальным изданием на пластинках, с названием альбома, исполненным тиснением и отпечатанным штампом серийного номера, а также репродукцией постера и картинок. В 2009 году состоялось очередное переиздание White Album на компакт-дисках, с ремастеринговым качеством материала. Как правило, в изданиях на CD название пластинки печаталось чёрным или серым цветом.
Несмотря на то, что все издания альбома печатались на виниле белого цвета, существует также синяя версия пластинки, которая была сделана одним из фабричных штамповщиков винила Колином Макдональдом по ошибке, во время издания оригинального альбома. В том же помещении происходила штамповка сингла Линды Ронстадт «Blue Bayou» (который печатался на синем виниле), и Макдональд ошибочно перепутал станки, напечатав единственную «синюю версию» White Album. Раритетная версия альбома хранится у самого Макдональда и считается редким коллекционным предметом. В 2006 году она выставлялась на экспозиции в Ливерпуле.
Изначально для обложки рассматривался групповой портрет группы, нарисованный Джоном Бирном. Впоследствии эта картина была использована для оформления сборника The Beatles’ Ballads, выпущенного в 1980 году. В 2012 году оригинальная картина была продана на аукционе. В 2011 году обложка White Album заняла 7-е место в списке лучших обложек альбомов всех времён по мнению читателей интернет-издания Music Radar.

## Продажи
Аудитория возлагала на новый альбом большие ожидания ещё до его выхода, так как это был первый релиз The Beatles после сверхуспешного Sgt. Pepper и их первый альбом после 18-месячного перерыва. Запись дебютировала на вершине хит-парада Великобритании 7 декабря 1968 года. White Album сохранял лидерство в течение семи недель (в том числе весь рождественский сезон, в течение которого конкуренция традиционно высока), после чего 25 января 1969 года был смещён сборником группы The Seekers Best of the Seekers, опустившись на строчку ниже. Тем не менее уже через неделю лонгплей вернулся на первое место, пробыв там ещё семь дней. На момент следующего релиза группы — Yellow Submarine (3-е место) — альбом всё ещё сохранял высокие позиции в чартах. В общей сложности White Album провёл 22 недели в британском хит-параде, что, однако, было намного меньше, чем показатель его предшественника — 149 недель. В сентябре 2013 года после того, как Британская ассоциация производителей фонограмм изменила свои правила премиальных продаж, альбому был присвоен «платиновый» статус, что соответствует продажам 300 000 копий.
Альбом продемонстрировал высокие финансовые показатели на американском рынке: за первые четыре дня было продано более 3,3 миллиона копий. Он дебютировал на 11-й строчке чарта Billboard 200 14 декабря 1968 года, достигнув его вершины через две недели — 28 декабря, и сохранял лидерство в течение 63 дней. В целом White Album пробыл в этом хит-параде 155 недель. Тираж пластинки в США составил 9,5 миллиона копий, и по данным RIAA это самый коммерчески успешный альбом The Beatles. По состоянию на 2017-й год White Album занимает 10-е место среди самых продаваемых альбомов в истории.

## Отзывы критиков

### Современники

Фотографии, сделанные Джоном Келли осенью 1968 года, впоследствии использовались для оформления обложек некоторых переизданий альбома, а также обрели популярность по отдельности — так, Харрисон использовал своё фото в промокампании дебютного диска Wonderwall Music

На момент релиза White Album получил высокие оценки от музыкальных критиков, хотя некоторые публицисты всё же сочли его чрезмерно длинным и сетовали на отсутствие в музыке духа экспериментаторства — отличительной черты Sgt. Pepper. Исследователь Иэн Инглис пишет: «Любые отзывы на The Beatles, как положительные, так и отрицательные, обращали внимание на то, что он распадается на фрагменты. Однако в то время как одни жаловались на отсутствие цельности, другие расценивали это как основной смысл альбома».
Тони Палмер из газеты The Observer писал: «Если у кого-то ещё есть сомнения, что Леннон и Маккартни — величайшие композиторы в мире после Шуберта, то… [c выходом „Белого альбома“]… теперь мы точно увидим, как последние остатки культурного снобизма и буржуазных предрассудков снесёт потоком вдохновенного творения музыки…». Обозреватель издания The New York Times Ричард Голдстайн называл двойной альбом «большим успехом», «намного более творческим», чем Sgt. Pepper или Magical Mystery Tour. Он связывал это с растущими способностями авторов слов и музыки и тем, что группа стала меньше полагаться на различные студийные эффекты, использование которых было характерно для ранних альбомов The Beatles. В рецензии для Sunday Times Дерек Джуэлл назвал White Album «лучшим событием в поп-музыке со времени „Sgt. Pepper“» и писал: «В этой музыке есть красота, ужас, непредсказуемость, хаос, порядок. Это и есть наш мир; и в этом состоят сами The Beatles. Они рождены своей эпохой и творят для неё». Обозреватель журнала Rolling Stone Жан Веннер охарактеризовал запись как «историю и синтез западной музыки», назвав её лучшим из созданного группой на тот момент. По мнению Веннера, публика приняла попытку группы интегрировать в рок-музыку другие стили и тенденции, потому что их мастерство и индивидуальный стиль были «столь сильны, что получилось нечто уникально своё, стопроцентные The Beatles. Они настолько хороши, что они не только расширяют рамки стиля, но и проникают в его суть и развивают его дальше».
| современные         | современные     |
| Оценки критиков     | Оценки критиков |
| Источник            | Оценка          |
| ------------------- | --------------- |
| Disc and Music Echo | без оценки      |
| Hit Parader         | без оценки      |
| Hullabaloo          | без оценки      |
| RPM                 | без оценки      |
| Stereo Review       | без оценки      |

Алан Смит в ревью для NME под названием «Блестящий, Плохой и Злой» (англ. The Brilliant, the Bad, and the Ugly) презрительно отозвался о «Revolution 9», назвав её «претенциозным» примером «идиотской незрелости», но бо́льшую часть материала альбома оценил фразой «Храни вас Господь, The Beatles!». Отзыв Смита положил начало множеству рецензий с приблизительно такими же оценками альбома. Многие отзывы после 1968 года — а лонгплей является одним из самых известных рок-альбомов — содержат сдержанный восторг и некоторые заметки по поводу анархичной структуры записи.
Тем не менее, несмотря на преобладание положительных отзывов, в СМИ встречались и более скептические оценки. Так, обозреватель журнала Time писал, что The Beatles продемонстрировали в альбоме «свои лучшие качества и [в то же время] худшие тенденции», поскольку материал был изысканным и мастерски исполненным, но ему недоставало «чувства вкуса и общей цели». По мнению Уильяма Манна из The Times, излишне частое обращение Леннона и Маккартни к приёмам пастиша и «шуткам для своих» остановило их развитие как авторов; тем не менее он назвал альбом «самым важным музыкальным событием года», написав: «Эти 30 композиций содержат достаточно, чтобы изучать, наслаждаться и оценить их по достоинству в ближайшие месяцы». Резко отрицательно высказался обозреватель газеты The New York Times Ник Кон, назвавший альбом «невероятно скучным» и заявивший, что больше половины его песен «глубоко посредственны». В 1971 году музыкальный критик Роберт Кристгау описал White Album как «самый целостный и, вероятно, самый худший» из альбомов The Beatles, отозвавшись о его песнях как о «солянке из музыкальных экзерсисов». При этом ранее в ежегодном опросе Pazz & Jop он поставил The Beatles на 10-е место в своём личном рейтинге лучших альбомов 1969 года.

### Ретроспектива
| Оценки критиков               | Оценки критиков                                                          |
| Источник                      | Оценка                                                                   |
| ----------------------------- | ------------------------------------------------------------------------ |
| AllMusic                      | [ 176 ]                                                                  |
| The A.V. Club                 | A+                                                                       |
| The Daily Telegraph           | [ 264 ]                                                                  |
| Encyclopedia of Popular Music | [ 270 ]                                                                  |
| MusicHound                    | 4/5                                                                      |
| Pitchfork Media               | 10/10                                                                    |
| PopMatters                    | [ 273 ]                                                                  |
| Q                             | 5 из 5 звёзд · 5 из 5 звёзд · 5 из 5 звёзд · 5 из 5 звёзд · 5 из 5 звёзд |
| The Rolling Stone Album Guide | [ 274 ]                                                                  |
| Slant Magazine                | [ 275 ]                                                                  |
| Sputnikmusic                  | [ 276 ]                                                                  |

В 2003 году обозреватель журнала Mojo Иэн Макдональд писал, что несмотря на регулярное присутствие White Album в первой десятке в списках «лучших альбомов всех времён», он считает эту запись «эксцентричной, слишком разношёрстной и очень неровной [в плане] качества». В своей статье для альманаха The Rolling Stone Album Guide публицист Роб Шеффилд отметил, что материал пластинки варьируется от «самых крепких мелодий группы со времён „Revolver“» до «халтурного, эгоистичного филлера». Хотя рецензент высмеял такие треки как «Revolution 9» и «Helter Skelter», он признал, что выбор слушателем близких для себя треков был «одним из самых интересных аспектов» альбома; также он отметил, что слушатели эпохи компакт-дисков, которые могут запрограммировать свои проигрыватели на автоматический пропуск некоторых треков, имеют преимущество перед изначальной целевой аудиторией альбома. Кристофер Скэпеллити (редактор журнала Guitar World), написавший эссе для музыкального альманаха MusicHound, описал альбом как «самовлюблённый и местами невыносимый для слуха», тем не менее отметив песни «While My Guitar Gently Weeps», «Happiness Is a Warm Gun» и «Helter Skelter» как «безусловные украшения [пластинки]», которые полностью оправдывают её покупку. Обозреватель Би-би-си Дэрил Исли отметил: «The Beatles, неоднородный, беспорядочный и слишком длинный […] вышел в дни, когда и группа, и мир изменились бесповоротно: первые в результате знакомства со славой и богатством, последний — от идущей во Вьетнаме войны и убийства Мартина Лютера Кинга […]. Возможно, это самый амбициозный студийный альбом The Beatles». Тем не менее автор согласился со мнением Джорджа Мартина, что как одинарный лонгплей он был бы лучше.
По словам публициста издания Slant Эрика Хендерсона, White Album — редкость среди альбомов The Beatles, так как он «сопротивляется автоматическому включению в канон [со стороны общества], что с учётом растущей фрагментации общества позволяет ему оставаться свежим и способным удивлять». Стивен Томас Эрлевайн из AllMusic отметил, что в силу большого разнообразия музыкальных стилей — попытки группы затронуть всё и сразу — запись может ощущаться как «раздражающе разношёрстная пластинка или необыкновенно захватывающее музыкальное приключение, в зависимости от ваших взглядов». Автор статьи подытожил: «Ни один [из этих треков] не звучит так, будто их соседство в одном альбоме было запланировано, но каким-то образом The Beatles рождает из всего этого хаоса свой собственный стиль и звучание». Рецензент портала Classic Rock Review также затронул тему эклектичности песен: «Такое разнообразие [стилей] в одном альбоме было практически беспрецедентным в 1968 году и, похоже, в равной степени вызывало похвалы и критику со стороны фэнов и прессы на протяжении долгих лет». В качестве итога автор пишет: «Несмотря на перепады в качестве музыки, спорные фрагменты и полное отсутствие рекламы, альбом стал классикой».
Выпущенное в 2009 году переиздание также было отмечено высокими оценками прессы. В своей рецензии для The Daily Telegraph Нил Маккормик отметил, что даже худшие песни альбома вписываются в контекст этой эклектичной и неординарной коллекции — «одной из самых величайших записей всех времён». Марк Кемп из журнала Paste подверг сомнению репутацию White Album как «трёх сольных работ „Битлов“ (плюс песни Ринго Старра) под одной обложкой»; по его словам, альбом «выигрывает от того, что идеи каждого участника непохожи на остальные», и демонстрирует многогранность Леннона и Маккартни как композиторов в дополнение к «двум из числа высших достижений Харрисона». По мнению Чака Кластермана The A.V. Club, альбом продемонстрировал лучшие стороны The Beatles — публицист присудил ему высшую оценку «едва ли не выше, чем 5+». В обзоре для газеты The Guardian Джон Деннис назвал White Album «годом зеро, началом отсчёта», отметив пустую обложку и ничего не говорящее название как символ бури в душе музыкантов и признак начала распада The Beatles, впервые проявившегося в этом альбоме, а также эклектичность песен, между которыми царит «конфликт, а не гармония» («Revolution #9» и «Good Night»). Автор признался, что «был шокирован», когда впервые услышал этот лонгплей: «Ничто не могло подготовить нас к „Белому альбому“». Он подытожил: «Мне нравятся все записи The Beatles, но, отлично зная их, я нечасто их теперь слушаю. К „White Album“ я возвращаюсь чаще, чем к какой-либо другой. Я не согласен со мнением, что „White Album“ должен был быть одинарным альбомом. Его недостатки делают его более интересным. И его масштабность, его бесконечное разнообразие и путешествия The Beatles в собственное подсознание делают его непостижимым». Редакция Consequence of Sound так отозвалась об альбоме: «Незадолго до записи [диска] The Beatles вернулись из Индии и переживали нескончаемую вереницу кризисов — творческих, профессиональных, духовных. Каждая из его песен была, в некотором роде, каналом, для которого каждый участник начал искать своё индивидуальное звучание, уходя от группы как психоделического ядра. […] 45 лет спустя [альбом] всё ещё манит к себе слушателя — неуверенный в том, что принесёт завтрашний день, но рождающий надежды от самой возможности [завтрашнего дня]».
Журнал Rolling Stone поставил White Album на 29-е место в своём списке «500 величайших альбомов всех времён». В статье, посвящённой 40-летию альбома, редакция ватиканской газеты L’Osservatore Romano писала, что он «остаётся волшебной музыкальной антологией: 30 песен, которые можно переслушивать сколько угодно с уверенностью, что вы найдёте среди них жемчужины, которым и по сей день нет равных». В 2011 журнал Kerrang! поместил лонгплей на 49-ю строчку рейтинга «50 тяжелейших альбомов всех времён», особо отметив звучание гитары в песне «Helter Skelter». Также альбом был включён в символический альманах «1001 Albums You Must Hear Before You Die». В 2000 году лонгплей был включён в Зал славы премии «Грэмми». В 2016 году White Album занял 2-е место в рейтинге онлайн-издания Mental Floss «10 записей, которые могли бы быть в вашей коллекции, но сейчас сто́ят целое состояние», в котором разбиралась ценность оригинальных виниловых изданий для нынешних коллекционеров. Помимо этого, White Album был включён в список самых влиятельных записей XX века журнала Time — «100 величайших альбомов всех времён» (англ. «All-TIME 100 Albums»). «While My Guitar Gently Weeps» стала единственной композицией альбома, попавшей в список «500 величайших песен всех времён» по версии журнала Rolling Stone, заняв в нём 136-е место. В 2016 году White Album занял 5-е место в опросе читателей Rolling Stone «10 лучших альбомов, спродюсированных Джорджем Мартином».

## Влияние
Складывается впечатление, что в «Белом альбоме» (на самом деле называвшемся The Beatles) скомпонованы три или четыре сольные программы, и лишь изредка заметны моменты истинной сплочённости в группе. Впрочем, многое по-прежнему вызывало восхищение, и никто не жаловался.
Музыкальный критик Иэн Макдональд, проанализировавший в своей книге «Revolution in the Head» все альбомы The Beatles с точки зрения контркультуры 1960-х, отмечал, что на White Album скрытые послания группы к её слушателям стали более чёткими, что делалось музыкантами намеренно. При этом Макдональд приводит некоторые переносные фразы из песен «Glass Onion» («the walrus was Paul» — «моржом был Пол») и «Piggies» («what they need’s a damn good whacking» — «Хорошенько бы их вздрючить!»). Эти и многие другие заявления в текстах альбома привели к огромному интересу к нему, особенно сразу после его выхода, когда большая часть молодёжи мира принимала наркотики в развлекательных целях и ждала от The Beatles духовных, политических и стратегических советов. Стив Тернер в своей книге «A Hard Day’s Write» утверждает, что этим альбомом участники группы, возможно, дали фанатам основания для неверного истолкования своих песен, добившись этого путём смешения языков поэзии и нонсенса. До этого в том же направлении поиска скрытого смысла двигались фанаты Боба Дилана, но контркультурный анализ (или даже сверханализ) этого альбома превзошёл всё, что было ранее. Релиз совпал с публичным осуждением действий Леннона в отношении Синтии и его совместных проектов с Оно, в частности Two Virgins. Британские власти также демонстрировали менее толерантное отношение к The Beatles — в октябре 1968 года сотрудники отдела по борьбе с наркотиками арестовали Леннона и Оно за хранение марихуаны, при этом сам музыкант утверждал, что обвинение было сфальсифицировано. Одновременно известный евангелист Дэвид Нобель интерпретировал слова песни «Back in the U.S.S.R.» как очередное доказательство участия The Beatles в коммунистическом заговоре с целью промывания мозгов американской молодёжи.
Кроме того, слушатели неверно интерпретировали текст песни «Revolution 1», исказив смысл, заложенный Ленноном. В альбомной версии трека автор советует тем, кто «говорит о разрушении», «не рассчитывать на меня» (англ. count me out). Однако, когда он поёт основную часть фразы, то после «out» произносит «in» — получалось «count me in» (что можно перевести как «я с вами»). После релиза альбома последовал выпуск сингловой версии песни — «Revolution», которая имела более быстрый темп — прослушивая её, можно было услышать предлог «in» как часть основной фразы. Различные леворадикальные политические деятели расценили этот фактор как одобрение Ленноном политически мотивированного насилия — в частности майских погромов 1968 года, произошедших в Париже незадолго до этих событий. Тем не менее представители группы всегда обращали внимание, что альбомная версия была записана первой.
В дополнение к обвинениям Леннона в предательстве из-за его нерешительной позиции в «Revolution», представители движения «Новые левые» осудили The Beatles за их неспособность предложить политическую повестку дня. Группе пеняли на использование эклектики и пастиша в качестве средств, позволяющих уклониться от важных вопросов в бурном политическом и социальном климате. По словам публициста Джона Ландау из Liberation News Service, треки «Piggies» и «Rocky Racoon» наглядно демонстрировали, что музыканты предпочли уйти в пародийность, так как «боялись открыть глаза на действительность» и «требования момента». Помимо Ландау, были и другие авторы из числа «Новых левых», посчитавшие альбом несовременным и неактуальным; вместо этого они переключились на параллельный релиз от The Rolling Stones — Beggars Banquet, который, по словам биографа Леннона Джона Винера, расценили как «„сильный ход“, музыкальный поворот на 180 градусов — в гущу политических и социальных баталий современности».
[…] Творческое напряжение [внутри группы] породило один из самых насыщенных и смелых рок-альбомов, записанных когда-либо. Джон Леннон реализовал своё язвительное мировоззрение в цинично-остроумных «Sexy Sadie» и «Happiness Is a Warm Gun», но одновременно пронизал «Julia» и «Dear Prudence» [чувством] детской тоски. Игривая поп-энергия Пола Маккартни нашла выход в инверсии американских ценностей Чака Берри в «Back in the U.S.S.R.», а свою грубую мощь он продемонстрировал в «Helter Skelter». Духовная жажда Джорджа Харрисона привела его к «Long, Long, Long» и «While My Guitar Gently Weeps» [...]. Даже Старр внёс первую собственную песню — окрашенную в тона кантри «Don't Pass Me By».
Самыми известными фигурами, пытавшимися анализировать скрытый смысл в песнях альбома, стали Чарльз Мэнсон и его «Семья». По словам убийцы, он находил тайные послания и на предыдущих пластинках группы, но White Album стал для него откровением — Мэнсон называл песни «Blackbird», «Piggies» (особенно строчку «Хорошенько бы их вздрючить!»), «Helter Skelter», «Revolution 1» и «Revolution 9» «пророческими», так как они в его представлении несли в себе послание о грядущем Апокалипсисе. Под воздействием галлюциногенов Мэнсон убеждал себя и свою коммуну, что альбом — это апокалиптическое сообщение, предсказывающее длительную войну рас и оправдывающее убийства состоятельных людей. Мэнсон был особенно увлечён песней «Helter Skelter» из-за её созвучности с английским словом «Hell» и сравнивал альбом с откровением Иоанна Богослова. Впоследствии Маккартни вспоминал: «[…] Чарльз Мэнсон сделал вывод, что „Helter Skelter“ имеет какое-то отношение к четырём всадникам Апокалипсиса. Я до сих пор не знаю, что он имел в виду. Кажется, это из Библии, из „Откровений“ […]. А он истолковал всё в целом, что мы и есть эти четыре всадника с песней „Helter Skelter“ и мы пришли, чтобы всех убить. Это было ужасно. Неприятно слушать о себе такое. Кое-кто в Штатах купился на эти слова, ума не приложу почему. И это испугало нас, потому что песни пишут по другим причинам. Может, так поступают группы, играющие хэви-метал, но мы так никогда не делали».
По словам социологов Майкла Катовича и Уэсли Лонгофера, после выхода альбома сложилось «коллективное мнение, что это образец самого современного звучания поп-музыки, рока и фолк-рока». Многие музыкальные критики характеризовали White Album как постмодерновую музыку, подчёркивая эстетические и стилистические особенности альбома. С другой стороны, ряд специалистов рассматривал весь материал альбома как пример музыкального модернизма, акцентируя либо «искусственность» работ группы, либо её приверженность идеям прогресса через мир и любовь. Скапелетти отмечает эту запись как пример «нигилизма и свободы формы, который отзывается … в жанрах панка и альтернативной музыки».
В начале 2013 года художник Разерфорд Чанг презентовал в нью-йоркской галерее Recess инсталляцию под названием «We Buy White Albums». Часть инсталляции была оформлена в виде музыкального магазина, витрина которого была заполнена грампластинками с White Album. Одновременно Чанг создал аудиозапись со звуком сотни наложенных одна на другую виниловых версий альбома (в эксперименте использовалась первая сторона пластинки). По словам Чанга, тот факт, что выпущенный в 1968 году альбом The Bealtes имеет белую обложку, создал уникальную ситуацию, когда его многочисленные владельцы сами разрисовывали её или делали на ней надписи: «Мы имеем дело с особым видом искусства, когда любители музыки The Bealtes привносили в уже созданный шедевр свой вклад».

### Пародии и трибьюты
Минималистический дизайн обложки альбома стал образцом для подражаний. В 1980 году гот-рок-группа The Damned выпустила The Black Album, признанный первым случаем подражания «Белому альбому» и первым случаем использования термина «Чёрный альбом». Также альбом упоминается в псевдодокументальном фильме Роба Райнера «Это — Spinal Tap» (1984), где по сюжету главные герои ленты выпускают «Чёрный альбом», который сопоставляет с оригиналом (группы The Beatles) работник студии A&R Бобби Флекман. В споре об обложке и упаковке альбома он замечает: «А что насчёт „Белого альбома“? На той чёртовой обложке ничего не было». Сама группа называет свой «Чёрный альбом» «чёрным зеркалом», «ничего, кроме чёрного», «смертью». В 1990-х годах Принс и Metallica выпустили одноимённые альбомы, обложки которых представляли собой названия исполнителей на преимущественно чёрном фоне. Оба релиза неофициально называются «Чёрными альбомами». Альбом They Might Be Giants одноимённой группы часто называют «Розовым альбомом» из-за преобладания розового цвета на обложке. В октябре 1988 года комик Деннис Миллер выпустил запись в стиле стендап, названную им The Off-White Album и пародировавшую дизайн White Album; дизайн и название альбома также пародирует пластинка SpongeBob SquarePants: The Yellow Album. В 2003 году состоялся релиз альбома Jay-Z, получившего название The Black Album. Из него и «Белого альбома» The Beatles диджей Danger Mouse сделал ремикс под названием The Grey Album. Два сборника песен The Beatles, выпущенные в 1973 году как The Beatles 1962–1966 и The Beatles 1967–1970, часто называют по их цветовым схемам «Красным альбомом» и «Синим альбомом» соответственно. Все три одноимённых альбома группы Weezer заимствуют оформление у «Белого альбома», и поклонники группы называют их «Синим альбомом», «Зелёным альбомом» и «Красным альбомом». Альбом группы AC/DC Back in Black имеет полностью чёрную обложку с логотипом группы и названием альбома. Обложка была выпущена в чёрном цвете в связи со смертью Бона Скотта. Обложка альбома Suck It and See группы Arctic Monkeys выполнена в ровном пастельном цвете с названием в центре. Дебютный лонгплей группы The Band The Band (1969) называют «Коричневым альбомом», такое же название (официальное) получил выпущенный в 1997 году альбом группы Primus — The Brown Album. Среди российских исполнителей схожая концепция фигурирует у рок-группы «Кино» — слово «Кино», написанное белым шрифтом на чёрном фоне. Официальное название этого альбома — «Кино»; неофициальное (но прижившееся) — «Чёрный альбом». Обложка была выдержана в таком тоне в связи с трауром по погибшему Виктору Цою. Обложка альбома ещё одной российской рок-группы «Машина времени» — «Time Machine» — состоит из миниатюрного чёрного контура электрогитары (по центру), названия группы (по верхнему краю) и альбома (по нижнему краю) на ярко-розовом фоне. Как и White Album, этот альбом записывался в студии «Эбби-Роуд». В 1987 году был выпущен «Белый альбом» группы «Аквариум» — первый советский лонгплей коллектива на виниле. В 2012 году состоялся интернет-релиз т. н. «Белого альбома» — сборника песен в поддержку протестного движения 2011—2013 годов. Идея создания компиляции принадлежала Артемию Троицкому, и по его словам название совместной работы — «Белый альбом» — было выбрано, «учитывая пристрастие к белому цвету нашего протестного движения». Троицкий также уточнил, что «альбом с таким названием был у группы The Beatles и в него была включена песня „Back in the U.S.S.R.“». В числе поучаствовавших в проекте были такие исполнители, как «ДДТ», «Браво», «Крематорий», Noize MC, Вася Обломов и Михаил Борзыкин.

## Список композиций
Слова и музыка всех песен — Леннон/Маккартни, если не указано иное.
| №  | Название                                                        | Текст песни     | Перевод названия                    | Длительность |
| -- | --------------------------------------------------------------- | --------------- | ----------------------------------- | ------------ |
| 1. | «Back in the U.S.S.R.» (Ведущий вокал: Маккартни)               |                 | «Снова в СССР»                      | 2:42         |
| 2. | «Dear Prudence» (Ведущий вокал: Леннон)                         |                 | «Дорогая Пруденс»                   | 3:56         |
| 3. | «Glass Onion» (Ведущий вокал: Леннон)                           |                 | «Стеклянная луковица»               | 2:17         |
| 4. | «Ob-La-Di, Ob-La-Da» (Ведущий вокал: Маккартни)                 |                 | «Жизнь продолжается»                | 3:08         |
| 5. | «Wild Honey Pie» (Ведущий вокал: Маккартни)                     |                 | «Пирог из дикого мёда»              | 0:52         |
| 6. | «The Continuing Story of Bungalow Bill» (Ведущий вокал: Леннон) |                 | «Продолжение истории Бунгало Билла» | 3:13         |
| 7. | «While My Guitar Gently Weeps» (Ведущий вокал: Джордж Харрисон) | Джордж Харрисон | «Пока моя гитара нежно плачет»      | 4:45         |
| 8. | «Happiness Is a Warm Gun» (Ведущий вокал: Леннон)               |                 | «Счастье — это тёплый ствол»        | 2:43         |

| №   | Название                                                     | Текст песни     | Перевод названия                               | Длительность |
| --- | ------------------------------------------------------------ | --------------- | ---------------------------------------------- | ------------ |
| 9.  | «Martha My Dear» (Ведущий вокал: Маккартни)                  |                 | «Марта, дорогая»                               | 2:28         |
| 10. | «I’m So Tired» (Ведущий вокал: Леннон)                       |                 | «Я так устал»                                  | 2:03         |
| 11. | «Blackbird» (Ведущий вокал: Маккартни)                       |                 | «Чёрный дрозд»                                 | 2:18         |
| 12. | «Piggies» (Ведущий вокал: Харрисон)                          | Джордж Харрисон | «Свинки»                                       | 2:04         |
| 13. | «Rocky Raccoon» (Ведущий вокал: Маккартни)                   |                 | «Роки Раккун»                                  | 3:32         |
| 14. | «Don’t Pass Me By» (Ведущий вокал: Старр)                    | Ринго Старр     | «Не проходи мимо меня»                         | 3:42         |
| 15. | «Why Don’t We Do It in the Road?» (Ведущий вокал: Маккартни) |                 | «Почему бы нам не сделать это прямо на улице?» | 1:41         |
| 16. | «I Will» (Ведущий вокал: Маккартни)                          |                 | «Я буду»                                       | 1:45         |
| 17. | «Julia» (Ведущий вокал: Леннон)                              |                 | «Джулия»                                       | 2:54         |

| №  | Название                                                                            | Текст песни     | Перевод названия                                      | Длительность |
| -- | ----------------------------------------------------------------------------------- | --------------- | ----------------------------------------------------- | ------------ |
| 1. | «Birthday» (Ведущий вокал: Маккартни и Леннон)                                      |                 | «День рождения»                                       | 2:40         |
| 2. | «Yer Blues» (Ведущий вокал: Леннон)                                                 |                 | «Твой блюз»                                           | 4:01         |
| 3. | «Mother Nature’s Son» (Ведущий вокал: Маккартни)                                    |                 | «Сын матери-природы»                                  | 2:47         |
| 4. | «Everybody’s Got Something to Hide Except Me and My Monkey» (Ведущий вокал: Леннон) |                 | «Всем есть что скрывать, кроме меня и моей обезьянки» | 2:24         |
| 5. | «Sexy Sadie» (Ведущий вокал: Леннон)                                                |                 | «Сексуальная Сейди»                                   | 3:15         |
| 6. | «Helter Skelter» (Ведущий вокал: Маккартни)                                         |                 | «Кавардак»                                            | 4:29         |
| 7. | «Long, Long, Long» (Ведущий вокал: Харрисон)                                        | Джордж Харрисон | «Долго, долго, долго»                                 | 3:03         |

| №   | Название                                                                      | Текст песни     | Перевод названия      | Длительность |
| --- | ----------------------------------------------------------------------------- | --------------- | --------------------- | ------------ |
| 8.  | «Revolution 1» (Ведущий вокал: Леннон)                                        |                 | «Революция 1»         | 4:15         |
| 9.  | «Honey Pie» (Ведущий вокал: Маккартни)                                        |                 | «Медовый пирог»       | 2:40         |
| 10. | «Savoy Truffle» (Ведущий вокал: Харрисон)                                     | Джордж Харрисон | «Савойский трюфель»   | 2:54         |
| 11. | «Cry Baby Cry» (Ведущий вокал: Леннон и Маккартни)                            |                 | «Плачь, малыш, плачь» | 3:02         |
| 12. | «Revolution 9» (Текст произносят: Леннон, Харрисон, Джордж Мартин и Йоко Оно) |                 | «Революция 9»         | 8:22         |
| 13. | «Good Night» (Ведущий вокал: Старр)                                           |                 | «Спокойной ночи»      | 3:11         |

### Юбилейное переиздание
В ноябре 2018 года было подготовлено юбилейное переиздание альбома. В него вошли: новый стерео-микс оригинального альбома авторства Джайлза Мартина; акустические демозаписи (сделанные сразу после возвращения из Индии в мае 1968 года в доме Джорджа Харрисона в предместье Лондона Эшере), включающие в себя не только большинство вошедших в альбом песен, но и несколько оставшихся за его бортом: «Child of Nature», «Not Guilty» и др;
три диска под общим названием Sessions с не вошедшими в оригинальный альбом студийными версиями из сессий в студии Abbey Road; Blu-Ray диск со стерео-миксом в формате высокого разрешения PCM, аудио 5.1 версией и оригинальным моно-миксом.

## Исполнители

### The Beatles
- Джон Леннон: ведущий, гармонический и бэк-вокал[337] ; лид- и ритм-гитары (электрические и акустические)[337][338], четырёх- и шестиструнные бас-гитары[339]; фортепиано (электрические и акустические)[73], орга́н Хаммонда[76], фисгармония[79], меллотрон; перкуссия (бубен, маракас, удары по задней части акустической гитары, хлопание руками и вокальная перкуссия); губная гармоника[79], саксофон[75] и свист; закольцованная плёнка и звуковые эффекты (электронные и самодельные)[340][341].
- Пол Маккартни: ведущий, гармонический и бэк-вокал[337]; лид- и ритм-гитары (электрические и акустические), четырёх- и шестиструнные бас-гитары[337]; фортепиано (электрические и акустические), орга́н Хаммонда, ударные, литавры[117] и перкуссия (бубен, хлопание руками и вокальная перкуссия; ударные на «Back in the U.S.S.R.», «Dear Prudence», «Wild Honey Pie» и «Martha My Dear»)[342][343]; блокфлейта и флюгельгорн[126]; звуковые эффекты[340][69].
- Джордж Харрисон: ведущий, гармонический и бэк-вокал[344][345]; лид- и ритм-гитары (электрические и акустические)[345], четырёх- и шестиструнные бас-гитары; фортепиано (электрические и акустические), орга́н Хаммонда («While My Guitar Gently Weeps»)[77], перкуссия (бубен, колокольчик, хлопание руками и вокальная перкуссия); звуковые эффекты[340][113].
- Ринго Старр: ударные и перкуссия (бубен, бонго, тарелки, маракас, вокальная перкуссия)[337]; электрическое фортепиано и бубенцы («Don’t Pass Me By»)[92], ведущий вокал («Don’t Pass Me By» и «Good Night»)[92][73], бэк-вокал («The Continuing Story of Bungalow Bill»)[85][340].

### Приглашённые музыканты
- Эрик Клэптон: соло-гитара («While My Guitar Gently Weeps»)[167].
- Джек Феллон[англ.]: скрипка («Don’t Pass Me By»)[92].
- Мэл Эванс: бэк-вокал и хлопание руками («Dear Prudence»)[126], хлопание руками («Birthday»)[80], труба («Helter Skelter»)[167].
- Джеки Ломакс: бэк-вокал и хлопание руками («Dear Prudence»)[346].
- Ники Хопкинс: фортепиано («Revolution 1»)[87].
- Йоко Оно: бэк-вокал, ведущий вокал и хлопание руками («The Continuing Story of Bungalow Bill»)[347], лупы и звуковые эффекты («Revolution 9»)[348], бэк-вокал («Birthday»)[349].
- Патти Харрисон: бэк-вокал («Birthday»)[349].
- Морин Старки: бэк-вокал («The Continuing Story of Bungalow Bill»)[347].

### Сессионные музыканты
- Генри Дэйтинер, Эрик Боуи, Норман Ледерман, Рональд Томас: скрипки («Martha My Dear»)[350].
- Бернард Миллер, Деннис Макконнелл, Лу Сафир и Лес Мэддокс: скрипки («Martha My Dear»)[351].
- Джон Андервуд, Кит Каммингс: альты («Glass Onion»)[350].
- Лео Бёрнбаум, Анри Мирскоф: альты («Martha My Dear»)[351].
- Реджинальд Килби, Элдон Фокс: виолончели («Glass Onion»)[350][350].
- Реджинальд Килби, Фредерик Александер: виолончели («Martha My Dear»)[351][351].
- Леон Калверт: труба и флюгельгорн («Martha My Dear»).
- Стэнли Рейнольдс, Ронни Хьюз: трубы («Martha My Dear»)[351].
- Тони Танстэлл: валторна («Martha My Dear»)[351].
- Тед Баркер: тромбон («Martha My Dear»)[351].
- Альф Риис: туба («Martha My Dear»)[351].
- Крис Шепард: скрипка («The Continuing Story of Bungalow Bill»)[350].
- Гарри Кляйн[англ.]: кларнет («Honey Pie»), саксофон («Savoy Truffle»)[91].
- Деннис Уолтон, Рональд Чемберлейн, Джим Чест и Рекс Моррис: саксофоны («Honey Pie»)[91].
- Реймонд Ньюман, Дэвид Смит: кларнеты («Honey Pie»)[91].
- Арт Эллефсон[англ.], Денни Мосс[англ.] и Дерек Колинз: тенор-саксофоны («Savoy Truffle»)[90].
- Ронни Росс[англ.] и Бернард Джордж: баритон-саксофоны («Savoy Truffle»)[90].
- Команда бэк-вокалистов под руководством Майка Сэммса[англ.]: бэк-вокал («Good Night»)[93].

### Продюсирование
- Джефф Эмерик: звукоинженер[352]; речь на «Revolution 9»[38].
- Кен Скотт: звукоинженер и звукорежиссёр[51].
- Барри Шэффилд: звукоинженер (Trident Studio)[353].
- Джордж Мартин: музыкальный продюсер и звукорежиссёр[202]; аранжировка струнных, духовых, кларнет, оркестровка и дирижирование; фортепиано («Rocky Raccoon»)[354].
- Крис Томас: музыкальный продюсер[202]; меллотрон («The Continuing Story of Bungalow Bill»)[347], клавесин («Piggies»)[355], фортепиано («Long, Long, Long»)[356], электрическое фортепиано, орга́н и аранжировка саксофона («Savoy Truffle»)[156].

## Позиции в чартах

### Еженедельные чарты
| Чарт (1968-70)    | Высшая позиция |
| ----------------- | -------------- |
| Австралия         | 1              |
| Великобритания    | 1              |
| Германия (ФРГ)    | 1              |
| Испания           | 2              |
| Канада            | 1              |
| Норвегия          | 1              |
| Соединённые Штаты | 1              |
| Франция           | 1              |
| Швеция            | 2              |

| Чарт (1987)    | Высшая позиция |
| -------------- | -------------- |
| Великобритания | 18             |
| Нидерланды     | 23             |
| Япония         | 4              |

| Чарт (2009)        | Высшая позиция |
| ------------------ | -------------- |
| Австралия          | 15             |
| Австрия            | 21             |
| Бельгия (Валлония) | 23             |
| Бельгия (Фландрия) | 18             |
| Великобритания     | 21             |
| Германия           | 31             |
| Дания              | 16             |
| Испания            | 30             |
| Италия             | 20             |
| Новая Зеландия     | 23             |
| Португалия         | 6              |
| Соединённые Штаты  | 7              |
| Финляндия          | 33             |
| Швеция             | 11             |
| Швейцария          | 27             |
| Япония             | 19             |

| Чарт (1968)       | Позиция |
| ----------------- | ------- |
| Великобритания    | 2       |
| Чарт (1969)       | Позиция |
| Австралия         | 2       |
| Великобритания    | 10      |
| Соединённые Штаты | 8       |
| Чарт (2009)       | Позиция |
| Италия            | 196     |

| Чарт (1960-е)  | Позиция |
| -------------- | ------- |
| Великобритания | 9       |

## Сертификация
| Страна                                                           | Статус         | Тираж      |
| ---------------------------------------------------------------- | -------------- | ---------- |
| Аргентина (название Album Blanco)                                | Платиновый     | 60,000     |
| Аргентина (название The White Album)                             | Золотой        | 30,000     |
| Австралия                                                        | 2× Платиновый  | 30,000     |
| Великобритания                                                   | Платиновый     | 30,000     |
| Италия                                                           | Золотой        | 30,000     |
| Канада                                                           | 8× Платиновый  | 420,000    |
| Канада (переиздание 2009 года)                                   | Золотой        | 420,000    |
| Новая Зеландия                                                   | 2× Платиновый  | 30,000     |
| Соединённые Штаты                                                | 24× Платиновый | 12,000,000 |
| Франция                                                          | Золотой        | 257,600    |
| Сертификация BPI присуждалась только за продажи после 1993 года. |                |            |

## История релиза
| Страна            | Дата            | Лейбл                      | Формат записи                                                           | Номер каталога                         |
| ----------------- | --------------- | -------------------------- | ----------------------------------------------------------------------- | -------------------------------------- |
| Великобритания    | 22 ноября 1968  | Apple Records (Parlophone) | Грампластинка                                                           | PMC 7067/8 (mono) /PCS 7067/8 (stereo) |
| Соединённые Штаты | 25 ноября 1968  | Apple Records, Capitol     | Грампластинка                                                           | SWBO-101 (stereo)                      |
| Мир (переиздание) | 24 августа 1987 | Apple Records, EMI         | Компакт-диск                                                            | CDP 7 46443 8                          |
| Великобритания    | 23 ноября 1998  | Apple Records              | Компакт-диск (30-летнее юбилейное пронумерованное ограниченное издание) | 4 96895 2                              |
| Япония            | 21 января 2004  | Toshiba-EMI                | Грампластинка, ремастеринговая версия                                   | TOJP 60139/40                          |
| Мир (переиздание) | 9 сентября 2009 | Apple Records              | Компакт-диск, ремастеринговая версия                                    | 3 82466 2                              |
| Мир (переиздание) | 13 ноября 2012  | Apple Records              | Грампластинка, ремастеринговая версия                                   | 3824661                                |
| Мир (переиздание) | 9 сентября 2014 | Apple Records              | Грампластинка, ремастеринговая моно-версия                              | 734535                                 |